# Orgasmus

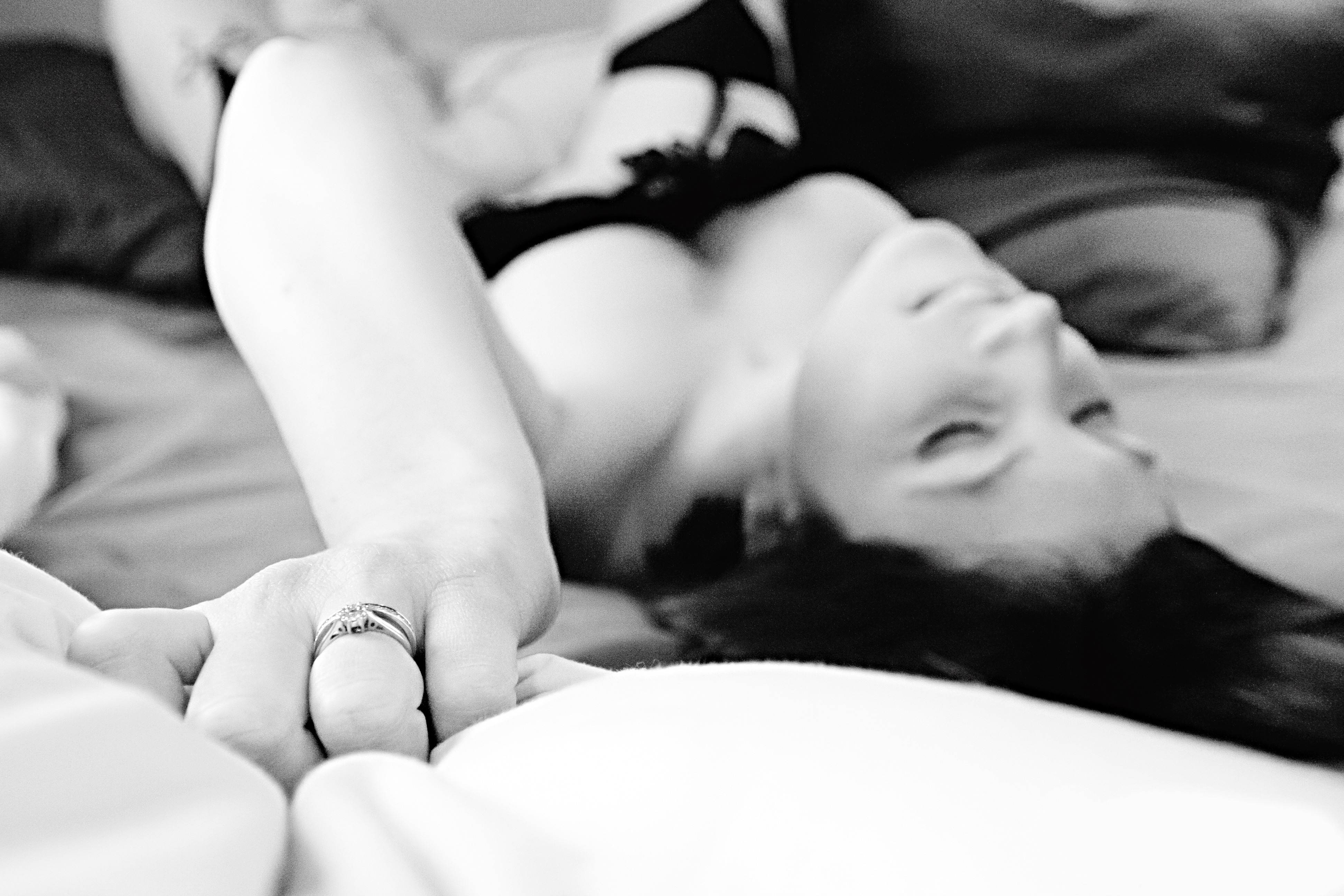
Orgasmus während der Selbstbefriedigung

Der Orgasmus (nach altgriechisch ὀργασμός orgasmós ‚heftige Erregung‘, zu ὀργάω orgáō ‚strotzen, glühen, heftig verlangen‘), auch Klimax (nach altgriechisch κλῖμαξ klîmax ‚Treppe, Leiter, Steigerung‘) genannt, ist der Höhepunkt des sexuellen Lusterlebens, der beim Sex oder der Masturbation eintritt.

## Ablauf
Kurz vor dem Orgasmus steigert sich die Durchblutung der Geschlechtsorgane bis zum Maximum. Während des Höhepunktes kommt es im Genitalbereich zu rhythmischen unwillkürlichen Muskelkontraktionen, in denen sich die sexuelle Spannung entlädt. Anschließend erfolgt meist eine Entspannung des Genitalbereichs, oft auch des gesamten Körpers. Beim Mann kommt es in der Regel während des Orgasmus zur Ejakulation (Samenerguss). Frauen können analog zur männlichen Ejakulation während eines Orgasmus einen Flüssigkeitserguss erleben, was als weibliche Ejakulation bezeichnet wird. Neben den körperlichen Reaktionen äußert sich der Orgasmus in einem oftmals als angenehm empfundenen individuellen Erlebnis des Rausches und der Überwältigung. Die Intensität und Erlebnistiefe kann sich von Mal zu Mal und von Mensch zu Mensch unterscheiden; sie lässt sich durch mentale oder körperliche Stimuli beeinflussen.

## Hintergründe und anthropologische Theorien
Den Orgasmus kann man im physiologischen Sinn als einen zentralnervösen Vorgang beschreiben und somit von anderen Sexualfunktionen – etwa der Ejakulation, der Befruchtung oder dem Eisprung – deutlich abgrenzen. Gut vergleichen lassen sich die Vorgänge im Gehirn während des sexuellen Höhepunktes mit einem „neuronalen Feuerwerk“. Diese neuronale Aktivität hat ihren Ursprung im limbischen System, beteiligt sind vor allem bestimmte Regionen des Hypothalamus und die Amygdala.

Limbisches System – Steuerungszentrale des Orgasmus

An der sexuellen Erregungssteigerung und der Auslösung des Orgasmus sind unterschiedliche Botenstoffe beteiligt, deren Zusammenspiel im Einzelnen noch wenig erforscht ist: die Neurotransmitter Dopamin, Noradrenalin und Serotonin und verschiedene Hormone, besonders Androgene, endogene Opioide, aber auch andere.
Es kann bei diesen Vorgängen manchmal zu einer Art Übersprungsreaktion zwischen benachbarten Hirnarealen kommen. Dadurch lassen sich vermeintlich paradoxe sexuelle Reaktionen erklären, die etwa bei Schmerz- oder Angsterlebnissen auftreten können (vgl. Kapitel Orgasmen und orgasmusähnliche Erlebnisse außerhalb sexueller Handlungen).
Während der Luststeigerung bis zum Höhepunkt ist das Schmerzempfinden ebenso wie die Aktivität des Großhirns als wertende Instanz deutlich herabgesetzt. Es werden daher oftmals Reize als stimulierend empfunden, die im nicht-erregten Zustand als unangenehm empfunden und abgelehnt würden. Letzteres könnte erklären, wieso Formen der Verbalerotik oder von Praktiken des BDSM ab dem Beginn der sexuellen Erregung lustvoll empfunden werden.

### Entwicklungsgeschichtlicher Hintergrund
Evolutionsbiologen erforschen die stammesgeschichtlichen Ursachen des Handelns. Sie gehen davon aus, dass Erlebnis- und Verhaltensweisen stets eine genetisch prägende Vorgeschichte haben, so auch die menschliche Sexualität. Evolutionäre Neuerwerbungen führen sie oftmals darauf zurück, dass durch sie die Überlebensfähigkeit und die Vermehrungsrate einer Art erhöht werden.
Aus diesem Blickwinkel scheint die lustvolle und häufige Wiederholung sexueller Interaktionen sinnvoll. Im Laufe der Evolution sei es daher durch Selektion genetisch zu entsprechenden biologischen und neurologischen Veränderungen gekommen, aus denen die Orgasmusfähigkeit resultiere. Sexuelle Ausdrucksformen, die nicht der Vermehrung dienen, etwa die Homosexualität, werden in diesem Zusammenhang als ein „Nebenprodukt“ der im Hinblick auf die Arterhaltung selektiv bevorteilten Vorgänge betrachtet.

### Tiere
Wissenschaftlich bisher nicht nachgewiesen ist hingegen, ob bei Tieren ein Orgasmus stattfinden kann. Es gibt jedoch Hinweise, die auf ein mögliches Orgasmuserleben bestimmter Tiere hindeuten.
Bekannt ist die Reaktion der Hauskatzen und der Falbkatzen, die bei einer sexuellen Stimulation oft lautstark schreien. Das Schreien ist jedoch nicht zwangsläufig ein Anzeichen eines Orgasmus, es könnte auch Schmerz ausdrücken, der durch den bedornten und mit Widerhaken besetzten Penis des Katers verursacht sein könnte. Auch bei einigen anderen Wirbeltierarten begleiten Laute den Paarungsakt. Besonders eindrucksvoll sind die Laute der Breitrandschildkröte und des Igels, die zuweilen an menschliche Schreie oder menschliches Stöhnen erinnern.
Neben Lautäußerungen wurden bei verschiedenen Tierarten weitere Vorgänge beobachtet, die auf einen Orgasmus hinweisen könnten, wie rhythmische Zuckungen des Körpers, kurzfristige Erstarrung der Mimik, nachfolgende Entspannung – so auch bei den nächsten Verwandten des Menschen, der Gattung Schimpansen. Insbesondere gilt dies für die Art der Bonobos, deren Raffinesse beim Liebesspiel in mancher Hinsicht mit der des Menschen vergleichbar ist (siehe hier Bonobos: Sexuelle Interaktion). Auch bei weniger menschenähnlichen Wirbeltieren wurde Entsprechendes beobachtet, etwa bei bestimmten Vogelarten (siehe Büffelweber: Sexualität).
Neurologisch betrachtet ist das Orgasmuserleben bei bestimmten Tierarten nicht auszuschließen: Das Sexualzentrum mit dem „orgastischen Reflex“ befindet sich in den phylogenetisch älteren Teilen des Zentralnervensystems (vgl. Limbisches System, Hypothalamus, Amygdala); es ist beim Menschen wie bei sämtlichen Wirbeltierarten in ähnlicher Form vorhanden. Kommen weitere physiologische Voraussetzungen hinzu (z. B. Genitalien, die mit empfindungsreichen Nerven ausgestattet sind), ist ein Orgasmuserleben bei der entsprechenden Tierart denkbar.

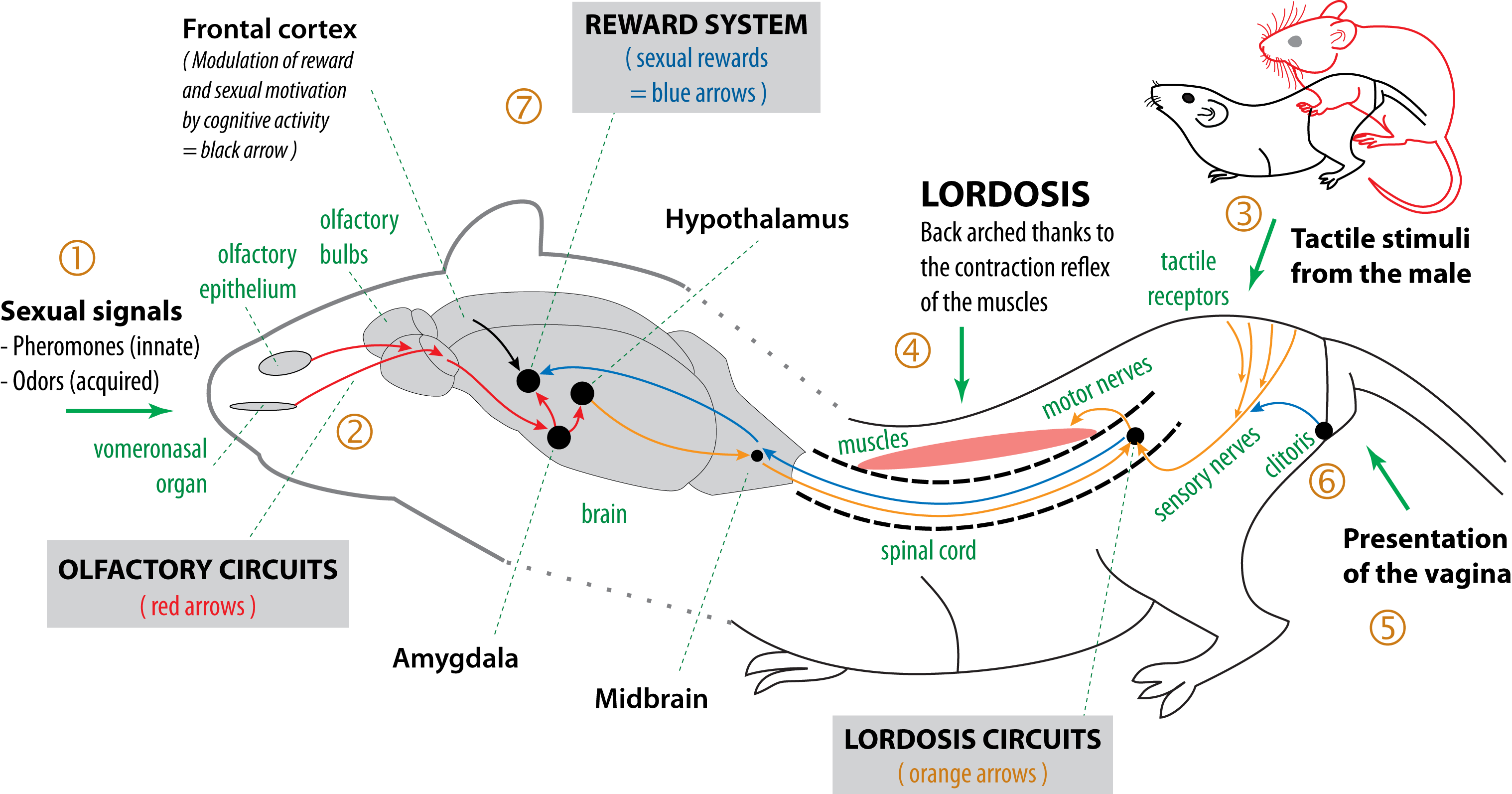
Vereinfachte Darstellung der neurobiologischen Schaltkreise, die das Fortpflanzungsverhalten bei weiblichen Nichtprimaten-Säugetieren steuern

Vereinfacht dargestellt regulieren die Sexualhormone bei weiblichen Nichtprimaten-Säugetieren die Aktivität angeborener neuro-humeraler Schaltkreise. Sie aktivieren die Sekretion von Pheromonen (Vomeronasal Organ, Organon vomeronasale) und desinhibieren den Lordose-Reflex. Männliche Pheromone werden erkannt und von den olfaktorischen Schaltungen verarbeitet (2 – rote Pfeile). Sie lösen die sexuelle Erregung beim Weibchen über den Hypothalamus aus und erleichtern die Auslösung der Lordose. Während der Begattung vis a tergo stimuliert das Männchen das weibliche Hinterteil, was den Lordose-Reflex verstärkt (4 – orange Pfeile) 12. Die Krümmung der Wirbelsäule bewirkt die Exposition der Vulva. Die Stimulierung der Klitoris aktiviert das Belohnungssystem (7 – blaue Pfeile), induziert ein sexuelles Lernverhalten und erhöht die Motivation, in der Nähe des Partners zu bleiben.

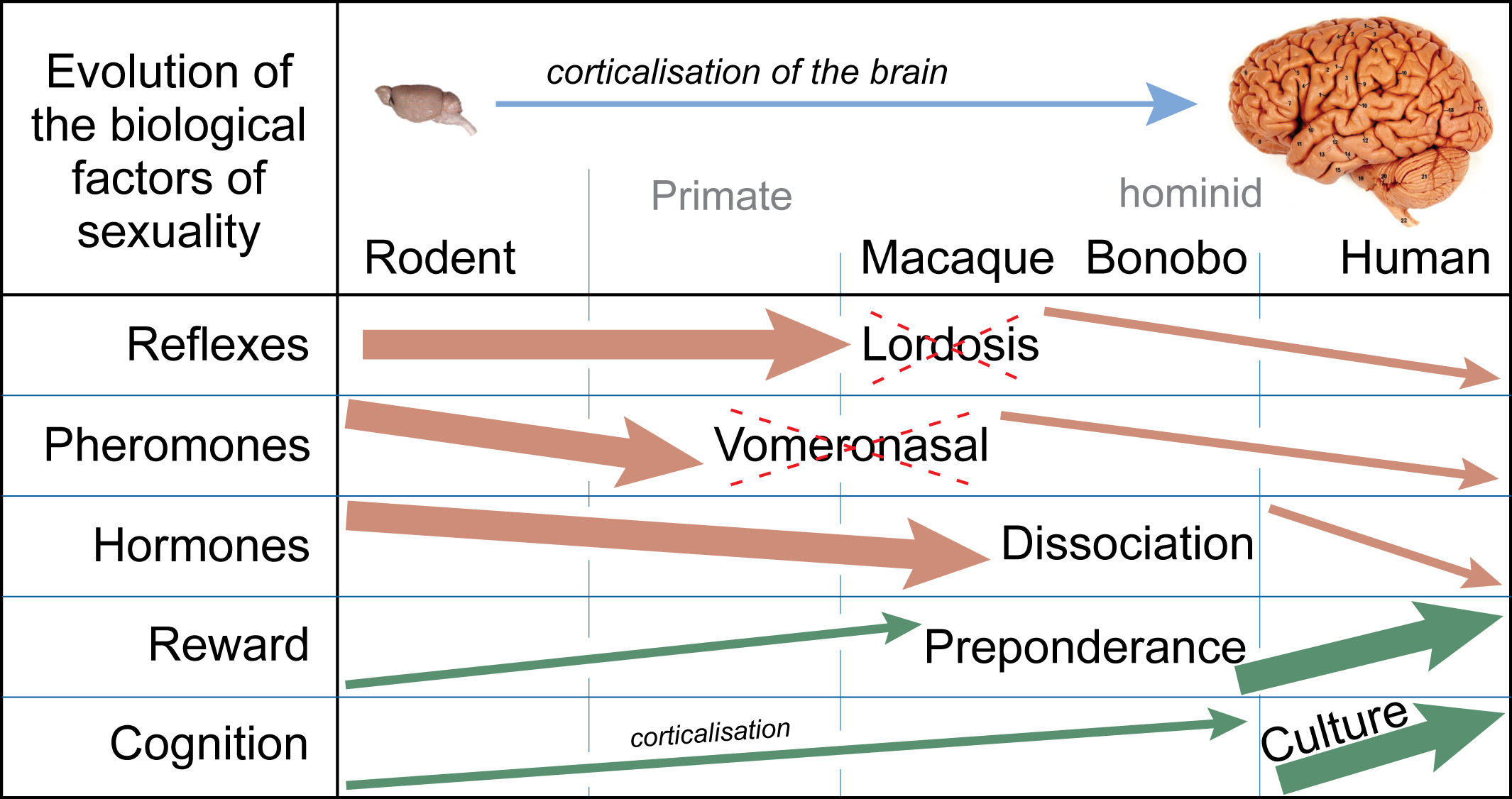
Die Entwicklung wichtiger Sexualstimulationen bei Primaten in Beziehung zur Entwicklung des Neocortex

### Frühmenschliches Paarungsverhalten
Nach Ansicht mancher Forscher lassen biologische Vorgänge beim Orgasmus Rückschlüsse auf das Sexualverhalten der Frühmenschen zu. So gibt es über die für einen Teil der Frauen erlebbaren Mehrfachorgasmen (auch bezeichnet als „multiple Orgasmen“) anthropologische Erklärungsversuche, die von der Annahme ausgehen, dass sich frühmenschliche Weibchen üblicherweise von mehreren Männchen in rascher Folge begatten ließen und lediglich die Männchen mit dem fruchtbarsten Sperma eine Befruchtung bewirken konnten.
Forschungsergebnisse aus dem Jahre 1995 von Robin Baker und Mark Bellis, Evolutionsbiologen an der Universität Manchester, scheinen diese Annahme zu stützen: Es wurde beobachtet und dokumentiert, wie sich die Samenfäden verschiedener Männer gegenseitig vernichteten. Die Spermien des Mannes wie auch verschiedener Säugetiere sind biologisch nicht alle für eine Verschmelzung mit der Eizelle ausgerüstet. Tatsächlich hat diese Ausrüstung nur ein relativ geringer Anteil der gesamten Spermienmenge des männlichen Ejakulats. Ein Teil der nicht befruchtungsfähigen Spermien soll imstande sein, durch bestimmte an der Oberfläche befindliche Substanzen fremde Spermien abzutöten, andere wiederum sollen sich durch ihre Dicke und ihre besondere Form als mechanische Barriere eignen, die als langsamere Nachhut etwaigen nachfolgenden Fremdspermien den Weg zur Eizelle erschwert (vgl. Artikel Spermienkonkurrenz). Das Forscherteam geht aufgrund seiner Beobachtungen und Analysen davon aus, dass es sich hierbei um spezifische Mechanismen zur Abwehr von Konkurrenten handelt.
Kritiker stellen diese These in Frage: Die vermeintliche Abwehrreaktion sei vermutlich eher eine irrtümlich eingeleitete Befruchtungsreaktion. Sie sind der Ansicht, dass die gegenseitige Zerstörung der Spermien vielmehr ein Hinweis darauf sein könnte, dass allein das Aufeinandertreffen mit einem fremden Gameten (hier des fremden Spermiums) ausreicht, um jeweils beim einzelnen Spermium die Befruchtungsreaktion auszulösen. Zudem spreche der äußere Aufbau der Spermien gegen einen speziell zur Abwehr von Konkurrenten angelegten Mechanismus, da er sich beim Menschen und den unterschiedlichsten spermienproduzierenden Tierarten einheitlich gestalte, sowohl bei den polygamen wie bei den vorrangig monogamen Arten.
Laut Elisabeth Lloyd (2005) bzw. Donald Symons (1979) ist der Orgasmus der Frau keine evolutionäre Anpassung, sondern ein evolutionäres Nebenprodukt, ähnlich der männlichen Brustwarze. Dafür spreche laut Lloyd die Tatsache, dass keine Korrelation zwischen weiblichen Orgasmen und Fertilität oder Häufigkeit des Geschlechtsverkehrs besteht. Keinesfalls empirisch gesichert sei die populäre „Upsuck-Hypothese“, die den Kontraktionen des weiblichen Orgasmus eine fruchtbarkeitssteigernde Wirkung zuschreiben. Auch die Aufrechterhaltung anderer Theorien sei durch empirische Erkenntnisse nicht gerechtfertigt. Umfragen zeigen, dass nur 25 % der Frauen beim Geschlechtsverkehr normalerweise einen Orgasmus haben und auch diese Frauen hierzu häufig klitorale Stimulation benötigen. Zudem haben etwa ein Drittel der Frauen selten oder nie einen Orgasmus. Diese Tatsachen ließen erhebliche Zweifel an adaptiven Theorien zu.
Eine 2011 veröffentlichte umfassende Literaturrecherche konnte die Hypothese, dass der weibliche Orgasmus den Spermientransport fördere, nicht bestätigen.
Einer Zwillingsstudie (2005) zufolge liegt die Heritabilität der weiblichen Orgasmusfähigkeit bei 34 % bei Geschlechtsverkehr und 45 % bei Masturbation.

### Erkenntnisse aus der Verhaltensforschung an Menschenaffen
Im Tierreich kommt es bei verschiedenen Arten zur Haremsbildung, bei der ein vorherrschendes Männchen (Silberrücken etc.) einen Harem aus weiblichen Tieren kontrolliert (Polygynie bei Herdentieren mit männlichem Leittier wie Menschenaffen, Robben etc.). Der Kopulationsvorgang dieser Leittiere ist zeitintensiver und dauert länger an (bei Schimpansen beobachtet von Jane Goodall). Ein Kopulationsvorgang bis zum Orgasmus des Weibchens (nach ausgiebiger Erregungsphase) und die dazu erforderliche Verzögerung der Ejakulation beim männlichen Leittier machen solche älteren Leittiere attraktiver und fördern die Bindung an die Horde dieses Clanchefs. Ein starkes Männchen bietet Schutz und hilft zu überleben.
Andere Männchen sind dann gezwungen, allein oder in Junggesellen-Horden das Terrain zu bevölkern, wobei generell Kohortenbildung (Gruppenbildung) bei der Jagd und Futtersuche eher zum Erfolg führt. Will nun so ein sexuell agiles (Jung)-Männchen aus der Junggesellen-Bande ein derart bewachtes Weibchen begatten, so führe das nur dann zum Erfolg, wenn der Begattungsvorgang möglichst schnell erfolgt (ebenfalls bei Schimpansen beobachtet).
Demnach wären beim Menschen sowohl die „vorzeitige Ejakulation“ des Mannes als auch eine bis zum Orgasmus der Frau hinausgezögerte Ejakulation eines ranghohen Mannes zugunsten des weiblichen Orgasmus, der die Bindung in der sozialen Gemeinschaft förderte, Relikte eines derartigen Sozialverhaltens in den Urmenschen-Sippen.
Da alle Varianten (Haremswächter mit verzögertem Samenerguss, bindungswillige Weibchen und schneller Liebhaber) zu Nachkommen führten, hätten sie sich evolutionär erhalten. Für eine evolutionäre Adaption spricht, dass vorzeitiger Samenerguss teilweise vererbt werden kann und Zweifel bestehen, ob eine physiologische Reaktion wie der „vorzeitige Samenerguss“, von der 20 bis 30 % der Männer weltweit betroffen sind, überhaupt als Störung klassifiziert werden sollte (er ist häufiger beispielsweise als Linkshändigkeit, siehe dort).

### Partnerschaftliche Bindung

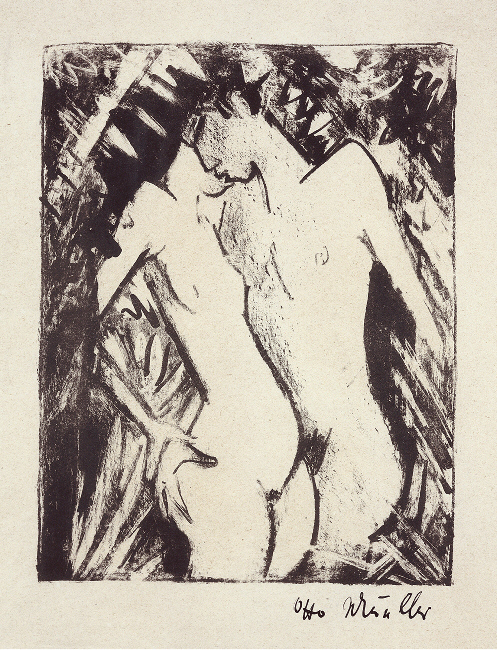
„Stehendes Liebespaar“, Otto Mueller, 1919

Gemeinsame angenehme intime Erlebnisse begünstigen eine partnerschaftliche Bindung, weil sie zur Wiederholung einladen und Vertrauen sowie Empathie voraussetzen und verstärken. Die mannigfaltigen Möglichkeiten, mit denen Menschen einen Orgasmus erreichen können, und die damit verbundenen Erlebnismöglichkeiten, fordern eine wichtige typisch menschliche Eigenschaft heraus: die Kreativität. Sie ermöglicht dem Menschen die Erweiterung seiner Grenzen und fordert vielfältige und intensivierte Erlebnismöglichkeiten heraus. Aus Sicht der Evolutionsbiologie ist der Orgasmus daher ein wichtiges Selektionsinstrument, durch das die Kreativität als eine empathische Leistung schon früh mit der Partnerbindung belohnt wurde.
Die Partnerbindung ihrerseits bietet ein Maximum an Gelegenheiten zum wiederholten Geschlechtsverkehr, begünstigt damit die Fortpflanzung und stellt zudem eine Basis dar, um den Nachwuchs optimal zu versorgen, zu schützen und zu erziehen.
In diesem Zusammenhang betrachten Anthropologen auch die durchschnittlich längere Vorlaufzeit des Orgasmus der Frau als ein wichtiges Selektionsinstrument für die Partnerwahl: Indem sich der Partner um die sexuelle Befriedigung der Frau bemühe, zeige er wertvolle Eigenschaften wie Empathie, Leistungsbereitschaft und Geduld, die von wesentlicher Bedeutung für eine Bindung und zur gemeinsamen Aufzucht von Kindern seien.
Andererseits ermöglicht die Kreativität beim Erlangen von sexuellen Höhepunkten die Loslösung vom bloßen Akt der Fortpflanzung und eröffnet andere, nicht ursächlich der Fortpflanzung dienende Sexualpraktiken und alternative Formen der Partnerschaft. Die britische Psychologin Susan Quilliam schreibt zum Beispiel von einem Recht der Frau auf einen Orgasmus.

## Geschlechtliche Gemeinsamkeiten und Unterschiede
Männer wie Frauen haben individuelle Vorlieben hinsichtlich sexueller Stimulationen und können auf verschiedene Weisen Orgasmen erleben. Laut Angaben einiger Wissenschaftler besteht zum Beispiel ein Zusammenhang zwischen Orgasmusfähigkeit und einer gut trainierten Beckenbodenmuskulatur, insbesondere des PC-Muskels.
Studien zeigen, dass sich bei beiden Geschlechtern nach dem Orgasmus eine erhöhte Anzahl von Immunglobulinen in Blut und Speichel nachweisen lässt (möglicherweise um Fremdkeimen von einem etwaigen Partner zu begegnen), zudem führe er durch die Ausschüttung des Hormons Oxytocin zu einem tieferen Nachtschlaf und allgemein zu einer vermehrten Entspannung, was die Regeneration des Körpers erhöhe und dem Altern entgegenwirke. Deutliche Unterschiede zeigten sich jedoch hinsichtlich der Wirkung auf die körperliche Kondition: Während sich der Orgasmus bei der Frau durch eine erhöhte Testosteronausschüttung positiv auf die Fitness auswirke, drossele er beim Mann hingegen den Spiegel dieses Leistungshormons, was zu einem kurzfristigen Abfall der sportlichen Leistungsfähigkeit führen kann. In dem Zusammenhang steht auch die Postkoitale Müdigkeit, die bei Männern wesentlich häufiger vorkommt (laut Erhebungen bei bis zu 80 % der Männer) als bei Frauen und die sich bei Männern durch einen rapiden Abfall von Adrenalin und Noradrenalin und eine Zunahme von Oxytocin und Prolaktin erklären lässt. Mit der Postkoitalen Dysphorie wird ein unmittelbar auf den Orgasmus folgendes und durch den Orgasmus bedingtes depressives Erleben beschrieben, das laut ersten Daten ein geschlechterunabhängiges Phänomen ist. Zu der Post-Nut Clarity, der das Gefühl beschreibt, nach einem Orgasmus wieder Klarheit zu erlangen bzw. zu Verstand zu kommen, gibt es noch keine aussagekräftigen Erhebungen.
Im Gegensatz zur Wirkung von verschiedenen beteiligten Neurotransmittern (Dopamin, Serotonin usw.), die die neuronale Erregbarkeit fast unmittelbar nach ihrer Freisetzung in Synapsen verändern und dadurch in dem ‚orgastischen Erleben‘ direkt eingebunden sind, wirken die Sexualhormone (Östrogene und Androgene) charakteristischerweise mit Latenzen von Tagen und bieten einen unterstützenden Hintergrund für den Orgasmus.

### Der Orgasmus des Mannes

#### Allgemeines
Der Orgasmus des Mannes geht neurophysiologisch einher mit Reflex-Schaltungen in neuronalen Kerngebieten im Bereich der Wirbelsäule. Diese verursachen rhythmischen Muskelkontraktionen der Genitalgänge und der zugehörigen Organe wie Samenleiter, Bläschendrüse und der Prostata, weiterhin der Harnröhre, der Muskeln des Beckenbodens, damit auch denen an der Peniswurzel. Dabei wird meist direkt und unmittelbar eine Ejakulation ausgelöst. Vor der Pubertät und der in ihrem Verlauf verbundenen Erreichung der Geschlechtsreife erleben die Mehrzahl der Jungen den so genannten trockenen Orgasmus, einen Orgasmus zwar mit rhythmischen Muskelkontraktionen der Genitalgänge, aber ohne tatsächliche Ejakulation im Sinne einer Ausscheidung eines Ergusses ohne Samen. Trockene Orgasmen sind auch Männern möglich, die sich einer Prostatektomie unterzogen haben.

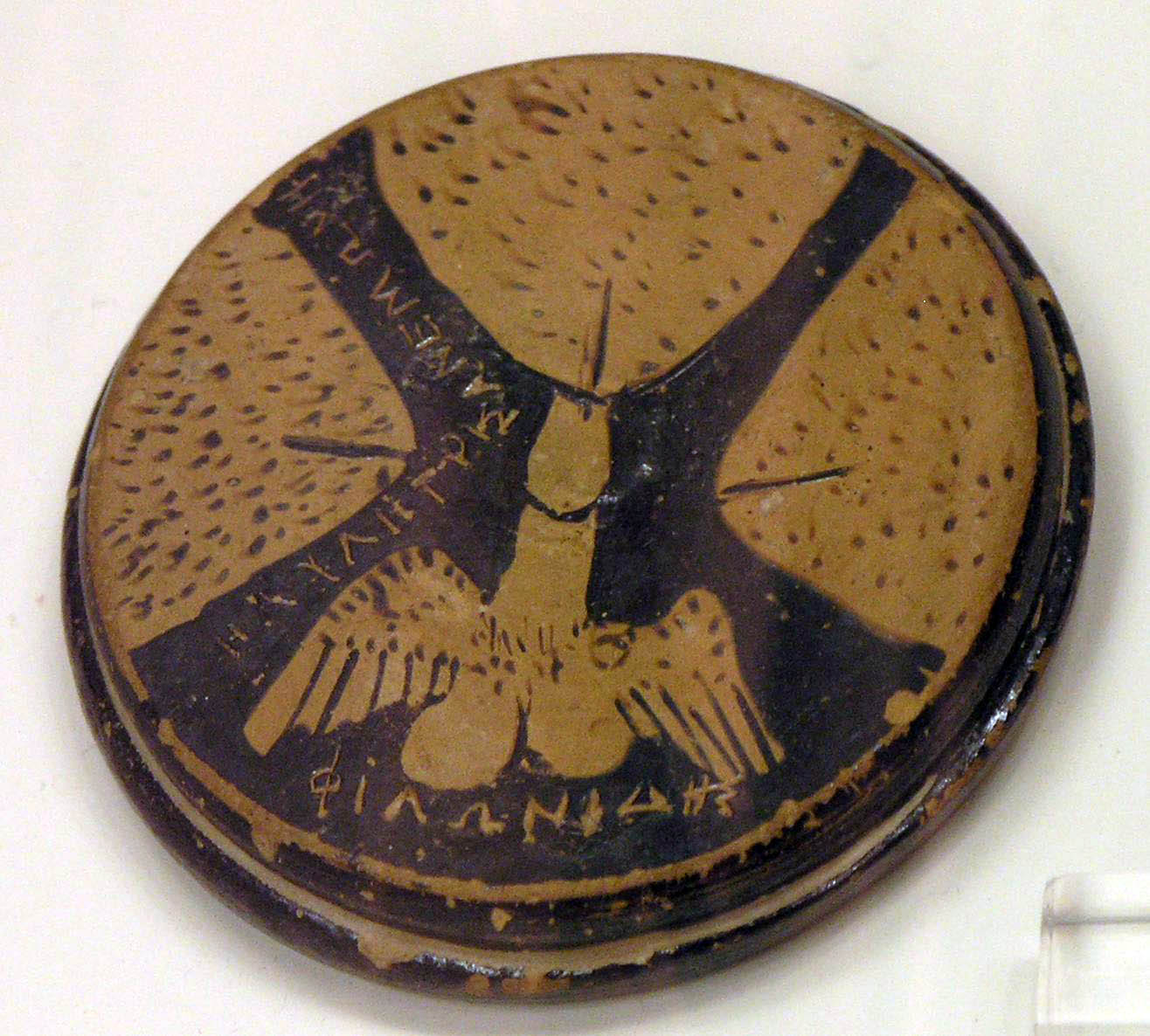
Geflügelter Phallus umgeben von drei Vulven, Archäologisches Nationalmuseum (Athen), Teller um 450 v. Chr.

Im Unterschied zu vielen Frauen können die meisten Männer beim Vaginalverkehr ohne zusätzliche Stimulationen einen Orgasmus erleben, da eine kontinuierliche Stimulation des Penis und der Eichel des Mannes dabei gewährleistet ist.
Männer brauchen oftmals eine längere Erholungsphase als Frauen, um die sexuelle Spannung für einen weiteren Orgasmus aufzubauen.
Die Ejakulation ohne Orgasmus ist eine seltene Abweichung und neurologisch noch nicht abschließend erfasst. Schon Erwin J. Haeberle beschrieb sie, danach wurde weitere Forschung offenbar wegen „Geringfügigkeit“ unterlassen. Im deutschsprachigen Raum wird nur der Hamburger Professor für Männergesundheit Frank Sommer als entsprechend kompetent benannt.
Bei einem erneuten Orgasmus verringert sich die Menge des Ejakulats (des Spermas), da die akzessorischen Geschlechtsdrüsen nur eine stetig verringerte Menge Sekret nachliefern können, auch die Hoden brauchen eine gewisse Zeit, um erneut Spermien und den dazugehörigen Sekretanteil zu produzieren. Für diese Vorgänge wird normalerweise eine gewisse Erholungsphase benötigt, die so genannte Refraktärphase.
Manche Männer können durch eine (rektale) Stimulation der Prostata einen Orgasmus erleben, der sich in der Art des Erlebens von einem Orgasmus, der durch die Reizung des Penis hervorgerufen wird, unterscheidet. Besonders unter Homosexuellen sind dahingehende Stimulationen sehr verbreitet, vgl. Analsex.

#### Zusammenhang von Orgasmus und Ejakulation beim Mann
Der männliche Orgasmus geht in der Regel mit dem Reflex zur Ejakulation einher. Wurde nach Masters und Johnson der männliche Orgasmus noch mit der Ejakulation gleichgesetzt, so gilt heute als erwiesen, dass es sich hierbei um zwei unterschiedliche neurophysiologische Vorgänge handelt, die zwar meistens, jedoch nicht immer parallel ablaufen. Ebenso sagen die Ejakulationsstärke und die Spermamenge nichts über den Orgasmus aus, entgegen der noch immer weit verbreiteten Ansicht, Männer würden durch die Ejakulation höchsten sexuellen Genuss und Befriedigung erlangen. In diesem Kontext wird die Orgasmusfähigkeit des Mannes vielfach unterschätzt und an den falschen Bedingungen gemessen.
Männer sollen eine Ejakulation durch Injakulationstechniken verhindern können. Auch eine Methode namens „Karezza“ oder Coitus reservatus, bei dem der Mann versucht, seinen erigierten Penis in der Vagina möglichst wenig zu bewegen, und länger in der Plateauphase bleibt, soll zu diesem Ziel führen. Kennzeichen dieser Methoden ist, Orgasmen ohne Ejakulation zu erleben.
Manche fernöstliche Vorstellungen betrachten den Orgasmus als „Bad des Körpers in Qi“ (Qi lässt sich in etwa mit „Lebensenergie“ übersetzen). Diese Auffassung wird in moderner Form von Mantak Chia vertreten.
Die Übersetzung fernöstlicher Begriffe und Vorstellungen in rational-wissenschaftliche Terminologie ist jedoch meist problematisch. Den lusterhaltenden Effekt (siehe dazu auch Daoistische Sexualpraktiken) mit der in Prostata und Samenblase verbleibenden Samenflüssigkeit erklären zu wollen, ist aus wissenschaftlicher Sicht unhaltbar. Auch wenn es gelingen sollte, beim männlichen Orgasmus durch einen (Finger-)Druck („Sächsischer Griff“) auf einen Genital-Punkt (Millionen-Dollar-Punkt, Saxonus, auch Jen-Mo-Punkt) zwischen Hodensack und After oder durch Anspannung des Musculus pubococcygeus (PC-Muskel) die Ejakulation nach außen zu verhindern, so finden alle anderen Muskelkontraktionen und Hormonausschüttungen statt, die mit einem Orgasmus und einer Ejakulation verbunden sind. Lediglich das Sperma wird nicht sofort ausgeschieden. Die bei sexueller Erregung und anschließend bei einem männlichen Orgasmus in der Regel auftretende rapide Absenkung von Adrenalin und Noradrenalin und die Zunahme von Oxytocin und Prolaktin erklärt die Postkoitale Müdigkeit bei Männern. Die Ausschüttung jener Hormone würde durch eine wie auch immer herbeigeführte Injakulation nicht unterbunden. Da es klare Hinweise darauf gibt, dass solche hormonelle Veränderungen beim Mann die Refraktärphase verursachen, wäre aus Sicht der medizinischen Wissenschaft durch eine solche Übung keine Verhinderung der Refraktärphase erreichbar und damit ein lust- und erektionserhaltender Effekt nicht zu erwarten.

#### Gesundheitliche Auswirkungen
Einige Studien zeigen einen Zusammenhang zwischen regelmäßiger sexueller Befriedigung mit Ejakulation und der Vorbeugung gewisser Prostatabeschwerden. Andere Studien finden jedoch keinen Zusammenhang zwischen Ejakulationshäufigkeit und Prostata- bzw. Harnwegsbeschwerden. Die Ejakulation von befruchtungsfähigem Sperma ist keine Voraussetzung für den Orgasmus, was bei einer Sterilisation von Belang ist. Die Spermien sind ein ausschließlich unter Laborbedingungen messbarer und subjektiv nicht feststellbarer Mengenanteil des Ejakulats, der individuell und je nach Situation erheblich schwanken kann.
Bei der nachträglichen Auswertung von Daten dreier Studien wurde festgestellt, dass beim Orgasmus durch Geschlechtsverkehr eine vierfach größere Menge des Hormons Prolactin ausgeschüttet wurde als beim Orgasmus durch Masturbation. Die Autoren dieser nachträglichen Studie betonen ausdrücklich, dass es sich bei den Ergebnissen um Korrelationen handelt. Aussagen über mögliche Ursachen, insbesondere die Rolle möglicher dritter Faktoren wie etwa Gefühl der Befriedigung, lassen die Ergebnisse demnach nicht zu.
Einige Männer leiden nach dem Samenerguss unter Symptomen des Post-Orgasmic-Illness-Syndroms. Zu den häufigsten Krankheitserscheinungen gehören grippeähnliche Symptome wie erhöhte Körpertemperatur, Schwitzen und Schüttelfrost sowie unspezifische Symptome wie Konzentrationsschwäche, Müdigkeit, Erschöpfung und Gereiztheit. Ferner kann es vor allem bei Männern während oder kurz nach dem Orgasmus zu Sexualkopfschmerz kommen.

### Der Orgasmus der Frau

#### Neurologie
Innerhalb des zentralen Nervensystems werden spezifische neuronale Strukturen im Hypothalamus, Hippokampus und dem limbischen System aktiviert. Die sexuelle Erregung bzw. der Orgasmus wird auf vegetativer Ebene durch das Zusammenspiel des parasympathischen und sympathischen Nervensystems vermittelt.
Besonders sind aber so genannte nicht-cholinerge, nicht-adrenerge Neurotransmitter („NANC“), etwa das vasoaktive intestinale Polypeptid (VIP) und der Gasotransmitter Stickstoffmonoxid („NO“), bedeutsam. Diese bewirken eine Relaxation der glatten Muskulatur und damit eine Steigerung der Durchblutung im Bereich des Genitales.

#### Endokrinologie
Des Weiteren beeinflussen verschiedene Hormone langfristig die Sexualfunktion der Frau. Östrogene sind für die Erhaltung des Aufbaus der Vaginalschleimhaut sowie für die Sensibilität, Durchblutung und Lubrikation im Bereich des Genitals entscheidend. Androgene wiederum steigern vorwiegend die sexuelle Libido, Begierde, Erregung, den Orgasmus und das allgemeine psycho-physische Wohlbefinden.

#### Verschiedene Orgasmen

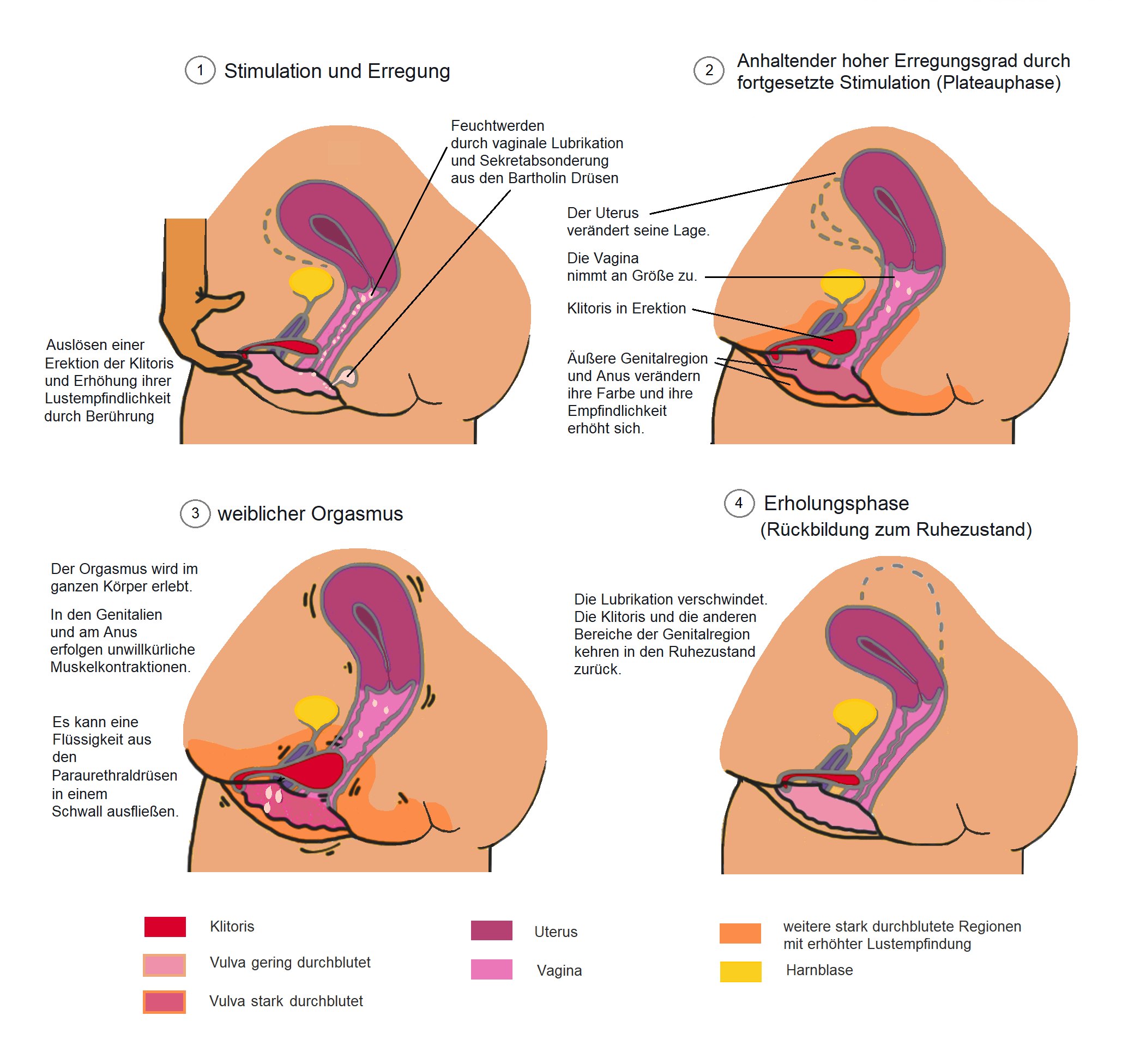
Schematische Darstellung der Erregungsphasen vor, während und nach dem weiblichen Orgasmus und der entsprechenden Organe; Sagittalebene

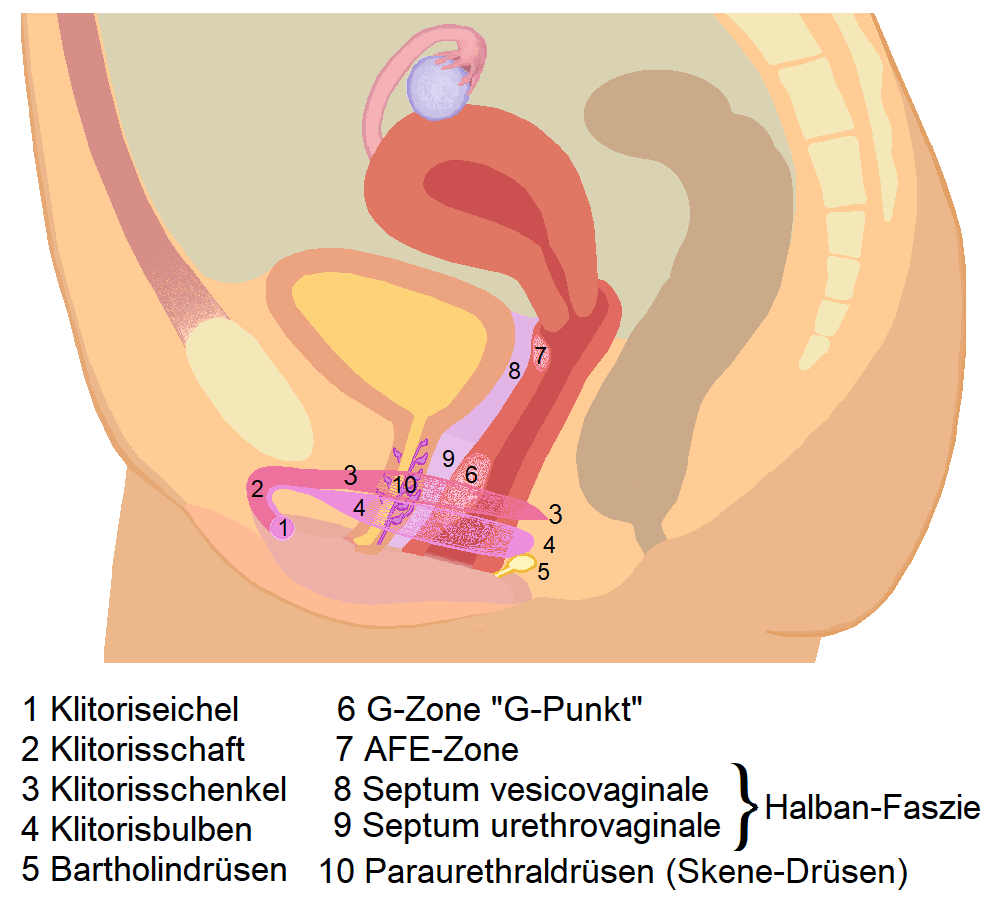
Paraurethraldrüse („Skene-Drüse“) mit der im (ringförmigen) periurethralem Bindegewebe liegenden Gräfenberg-Zone (G-Punkt) die beim Fingern und beim Vaginalverkehr neben anderen vulvären und intravaginalen erogenen Zonen (etwa AFE-Zone (A-Punkt), C-Punkt) eine Rolle spielen; Skizze vorwiegend in Sagittalebene.

In einigen wissenschaftlichen Publikationen werden die seit Jahrzehnten verwendeten Bezeichnungen klitoraler Orgasmus und vaginaler Orgasmus und ihre anatomischen und physiologischen Besonderheiten diskutiert. Viele Wissenschaftler gehen heute davon aus, dass in den meisten Fällen der weibliche Orgasmus von der Klitoris, dem bei der Frau nervenreichsten Zentrum sexueller Erregung, ausgeht. Obgleich Orgasmen auf vielfältige Weise ausgelöst werden können, folgen sie physiologisch gesehen denselben Reflexreaktionsmustern.

##### Klitorisstimulation
Nach neueren Erkenntnissen ist die Klitoris ein weitaus größeres Organ als allgemein angenommen und publiziert. Tatsächlich beträgt ihre Länge zirka elf Zentimeter und ihre Nervenenden reichen bis in die Vagina und in die Oberschenkel hinein. Die allgemein als Klitoris erachtete, außen sichtbare Klitorisspitze ist lediglich ein Teil des Organs. Die noch häufig anzutreffende, seinerzeit von Sigmund Freud eingeführte Einteilung in klitorale und vaginale Orgasmen beruht auf der gängigen Fehleinschätzung der Größe der Klitoris. Es gibt keinen Anhaltspunkt, dass die Klitoris nur entweder an ihrem vorderen oder nur an ihrem hinteren innen liegenden Ende (vaginal) stimuliert werden kann. Entsprechend der gleichzeitigen Stimulation des Penis an Eichel, Schaft und Peniswurzel können auch alle Bereiche der Klitoris von außen und innen gleichzeitig stimuliert werden, was die Wahrscheinlichkeit erhöht, dass ein Orgasmus erfolgt.

##### Erogene Zonen
Außerdem weist die Scheidewand in bestimmten Zonen vermehrt Sinnesrezeptoren auf. Neben der extravaginal liegenden Klitoris sind es Regionen im Scheideninneren (vgl. Gräfenberg-Zone (G-Punkt), Anterior Fornix Erogenous Zone (AFE-Zone/A-Punkt) u. a.). Es wird angenommen, das der männliche „Corpus spongiosum penis“ ihnen embryologisch homolog ist. Die Existenz von G- und A-Punkt als klar definierte Zentren ist wissenschaftlich nicht gesichert, eher handelt es sich um erogene Zonen. Dennoch konnte histologisch zwischen der Vagina und der Harnblase die so genannte Halban’sche Faszie oder Septum vesicovaginale nachgewiesen werden. Sie stellt eine mesenchymale Lamelle dar, die mit einer fibroelastischen Schicht aus Kollagenfasern, elastischen und glattmuskulösen Fasern, einer reichlichen Blutversorgung und einer nervalen Versorgung mit Krause-Körperchen sowie pseudokorpuskulären Nervenenden ausgestattet ist. Hier sollen sich die Gräfenberg-Zone (G-Punkt) und die Anterior Fornix Erogenous Zone, kurz AFE-Zone (A-Punkt) befinden. Bei der Stimulation dieses Bindegewebsraumes bzw. lokalen Strukturen kommt es zu einer Vasokonstriktion und angenehmen erotischen Empfindungen.

##### Weibliche Ejakulation
Bei einigen Frauen kommt es während des Orgasmus zu einer weiblichen Ejakulation. Dabei wird stoßweise ein klares Sekret aus der Paraurethraldrüse („Skene-Drüse“) und/oder Urin aus der Blase abgesondert.

##### Multiple Orgasmen bei der Frau
Postkoital stieg der Prolaktinspiegel im Blutserum, bei kontinuierlicher Messung, sowohl bei den männlichen als auch weiblichen Probanden nach der Klimax an und blieb etwa eine Stunde lang über dem Normwert. Bei einigen wenigen Probanden fiel der Prolaktinanstieg aus, in dieser Gruppe waren die Probandinnen zu weiteren Orgasmen oder multiorgastischen Reaktionen fähig.
Frauen, die mit dem ersten Orgasmus ein Ekstase-Plateau erreichen, das sie für längere Zeit halten können, sind häufig in der Lage, eine erneute sexuelle Stimulation mit weiteren Höhepunkten aufzubauen.
Subjektiv wird von einem Gefühl der Überwältigung berichtet, einem „ozeanischen Gefühl“. Dabei könne der ganze Körper beben, nachfolgend begleitet von „Entspannungswellen“, die den Körper überfluten. In dem „ozeanischen Gefühl“ wird von einem geradezu rauschartigen Zustand berichtet. Oder nach Safron (2016) komme es über eine neuronale Aufladung, neural entrainment, bedingt durch die intensive und andauernde sexuelle Stimulation dazu, dass die Aufmerksamkeit so fokussiert würde, dass die orgasmierende Frau in einem Trancezustand, sensory absorption, übertrete.

#### Orgasmusfähigkeit
Tendenziell nimmt die Orgasmusfähigkeit von Frauen bis zu einem gewissen Alter und zunehmender sexueller Erfahrung zu. Frauen bemerken mit der Zeit, durch welche Stimulationen sie am besten zum Orgasmus kommen, und gewinnen Erfahrung, welche hilft, die eigenen sexuellen Wünsche zu vertreten. Mit zunehmender Erfahrung können Abstufungen in den Stimulationsmöglichkeiten erprobt werden, was das sexuelle Erlebnispotential erweitern kann.
Über die eigene Einflussnahme hinaus unterliegt die Empfindungsfähigkeit und die Lokalisierung der Empfindungen individuellen und lebenszyklischen Schwankungen, die hormonell wie anatomisch bedingt sind. Einigen Angaben zufolge kann mit zunehmender Erfahrung und durch eine gezielte Reizung auch die weibliche Vorsteherdrüse (Prostata feminina bzw. Gräfenberg-Zone, kurz, aber sachlich unkorrekt G-Punkt) aus dem umliegenden Vaginal-Gewebe stärker hervortreten, was bei der vaginalen Stimulation das sexuelle Lustempfinden steigern und leichter einen Orgasmus auslösen könne.

##### Erektionsstörung
Die multiorgastische Reaktionsfähigkeit ist vom Persistent sexual arousal syndrome (PSAS) abzugrenzen, eine persistierende (andauernde) Erregungsstörung des weiblichen Genitalsystems. Dabei lösen Alltagsstimulationen – etwa Laufbewegungen, geringgradige Vibrationen oder sogar niederfrequente, basslastige Klänge – zum Teil heftige bis hin zu schmerzhaften Orgasmusreaktionen aus.

#### Phasen

##### Erregungs- und Plateauphase
Während der sexuellen Erregung, die sich zunächst als Erregungsphase sowie der nachfolgenden Plateauphase darstellt, wird sowohl die Durchblutung als auch die Sensibilität im Bereich des weiblichen Genitales bzw. allgemein der Hautoberfläche deutlich gesteigert. Diese Phasen gehen auf Untersuchungen von Masters und Johnson (1966) zurück und sind orientierende Markierungen in einem komplexen Verlauf und nicht klar voneinander abzugrenzen.
Diese Phasen werden vom parasympathischen Nervensystem dominiert. Hierbei können sexuell-erotische Vorstellungen, also gewissermaßen imaginäre Reize, ferner erotische Stimuli (visuell, olfaktorisch, insbesondere über Pheromone, akustische etc.) und somatisch-afferente Impulse von Haut, allgemein den erogenen Hautzonen und speziell dem Genitalbereich, die über den Nervus pudendus geleitet werden, das parasympathische Erektionszentrum im Sakralmark (S2-4) anregen.
Die parasympathischen, nervalen Efferenzen bewirken eine Erweiterung der genitalen Schwellkörpersysteme, einschließlich der Vorhofschwellkörper, was an den größer werdenden Labia minora und der Klitoris zu sehen ist. Dieser vegetative Reflexbogen hat sensible Afferenzen in den Mechanorezeptoren der erogenen genitalen Zonen, etwa in der Klitoris oder im vorderen vaginalen Bereich, und parasympathische Efferenzen. Die venöse Stauung, Vasokongestion, in den die Vagina umgebenden Schwellkörpern bewirkt die Ausbildung der „orgastischen Manschette“, die verstärkte Transsudation mukoider Flüssigkeit, welche die Gleitfähigkeit an der Vaginalöffnung, Orificium vaginale, (Scheidenvorhof, Lubrikation) erhöht, sowie die Sekretion in den Bartholin-Drüsen, Glandulae vestibulares majores, und Paraurethraldrüsen.
Auch extragenital, und zwar im übrigen Körper, kommt es während der sexuellen Erregung und ihrer Phasen zu Veränderungen. So scheint ein gewisses Ausmaß an Muskeltonus und den damit verbundenen Rückkopplungen über so genannte Propriozeptoren der sexuellen Erregung und Einleitung des Orgasmus dienlich zu sein, denn diese Informationen werden an zentrale Gehirnabschnitte weitergeleitet und in der Folge als erregend erlebt. Manche Frauen setzen starke Muskelspannung u. a. im Bereich der Gesäß-, Oberschenkel- und Beckenbodenmuskulatur ein, um ihre sexuelle Erregung zu verstärken.
Der Übergang zur nächsten, der „Plateauphase“, zeigt sich insbesondere am Scheideneingangsbereich, Introitus vaginae, an der nun noch mehr befeuchteten Vaginalschleimhaut und an der starken Kongestion der ausgebildeten „orgastischen Manschette“. Die Klitoris vergrößert sich nur noch geringfügig und wird aus ihrer normalen Lage an den vorderen Rand der Symphyse vorverlagert.
Die inneren zwei Drittel der Vagina vergrößern und erweitern sich, die Wandung ihres vorderen Drittels wird stark durchblutet und verengt sich, eine Folge der sich weiter mit venösem Blut füllenden Schwellkörpersysteme (siehe auch Halban-Faszie), und im Bereich der „orgastischen Manschette“ kommt es zu spontanen rhythmischen Muskelkontraktionen.
Gleichzeitig wird die Lage des Uterus/Cervix (Elevation) zu Vagina verändert, der Uterus wird nach oben und hinten gezogen (eleviert), d. h., der Uterus richtet sich aus seiner (normalerweise) anteflektierten (Anteflexio) und antevertierten (Anteversio) Lage so in das kleine Becken auf, dass sich die Zervix von der hinteren Vaginalwand entfernt und hierdurch einen sich vergrößernden Raum freigibt, den Receptaculum seminis. Gleichzeitig kommt es zu einer Volumenzunahme des Uterus selbst. Die Uterusvergrößerung und Elevation ist der allgemeinen Vasokongestion im kleinen Becken und hier der Gefäße, die über das Ligamentum latum uteri zum Uterus ziehen, geschuldet.

##### Orgasmusphase
Hier steht die Wirkung des sympathischen Nervensystems im Vordergrund. So führen sympathische Efferenzen aus dem Bereich der Rückenmarkssegmente Th6 bis L1 zur Gebärmutter, Uterus und Eileitern, Tuben, sowie von L1 bis L2 zum Muttermund, Zervix, Vagina, Klitoris und den Labia minora. Die Aktivierung der sympathischen Efferenzen bewirkt beim Orgasmus eine Vasokonstriktion und eine Kontraktion der glatten Uterus- und Scheidenmuskulatur.

###### Muskelkontraktionen
Der Orgasmus der Frau geht mit einer Anzahl rhythmischer, reflexartiger Muskelkontraktionen, insbesondere im Bereich der Beckenbodenmuskulatur, einher. Denn mit zunehmender sexueller Erregung bildet sich im vorderen Drittel der Vagina, d. h. im Bereich des Scheideneingangs (Introitus vaginae) eine venöse Stauung (Kongestion der Schwellkörpersysteme, d. h. der perivaginale Schwellkörper), die gemeinhin als „orgastische Manschette“ bezeichnet wird. Sie unterliegen sympathischen und parasympathischen Einflüssen. Während des Orgasmus wird diese „orgastische Manschette“ durch die Beckenbodenmuskulatur je nach Stärke des Orgasmus mehrmals, wellenförmig in einem ungefähren Sekundenrhythmus indirekt kontrahiert. Die glattmuskulären, multiplen uterinen Kontraktionen bzw. Kontraktionswellen umfassen auch seine Haltebänder (z. B. Lig. teres uteri) und beginnen am Fundus uteri, wo sie mehrfach hintereinander über das Corpus uteri zum unteren uterinen Segment, also in Richtung zum Gebärmutterhals, Cervix uteri, verlaufen. Außerdem kommt es zu einem Verlust der willkürlichen Kontrolle der Muskelspannung und es folgen unwillkürliche Kontraktionen und Spasmen von diversen Muskelgruppen. Je nach der Stärke des orgastischen Geschehens können auch generalisierte Konvulsionen die gesamte oder Teile der Körpermuskulatur erfassen (Karpopedalspasmen).

###### Hormone
Außerdem werden u. a. die Hormone Oxytocin und Prolaktin innersekretorisch ausgeschüttet.

###### Sexualsekrete
Vor und vor allem während des Orgasmus werden in der Vagina Sexualsekrete abgesondert, die beim Geschlechtsverkehr die Gleitwirkung verstärken und durch ihre Eigenschaften die Befruchtung fördern können. Wenn etwa das Sperma zu dickflüssig oder dessen Menge zu klein ist, sind die bei sexueller Erregung gebildeten Vaginalsekrete ab einer gewissen Menge imstande, die verminderte Mobilität der Spermien zu verbessern. Zudem beeinflussen sie das Basen-Säuren-Verhältnis in der Vagina: Die Vaginalflora hat normalerweise einen sauren pH-Wert, während Spermien eine leicht alkalische Umgebung brauchen. Die weiblichen Sexualsekrete können für eine kurze Zeit den pH-Wert in der Vagina erhöhen – und damit wahrscheinlich die Überlebensfähigkeit der Spermien.

##### Rückbildungsphase
In der „Rückbildungsphase“ normalisiert sich die Durchblutung der Genitalien, dadurch kommt es zum Abschwellen der Schwellkörpersysteme der Klitoris und des Scheidenvorhofs sowie zur Rückverlagerung von Uterus und Vagina in die Ausgangslage, wobei die äußere Mündung des Zervikalkanals (äußerer Muttermund = Orificium externum canalis cervicis) bis zu dreißig Minuten geöffnet bleibt.

#### Stand der Forschung
Entgegen früheren Annahmen sprechen aktuellere wissenschaftliche Untersuchungen dafür, dass 70–80 % der Frauen ausschließlich durch direkte Stimulation der Klitoris einen Orgasmus erreichen können. Obwohl indirekte Stimulation der Klitoris dazu ebenfalls ausreichend sein kann, ist vom empirischen Standpunkt davon auszugehen, dass die Mehrheit der Frauen durch bloße Penetration des Penis in die Vagina keinen Orgasmus erreichen kann. Hier spielt unter anderem der Abstand der Klitoriseichel von der Vaginalöffnung eine Rolle. Um durch Penetration der Vagina eine Stimulation der intravaginalen erogenen Zonen zu erreichen, ist ein schon zuvor erzeugtes sexuelles Erregungsniveau bei der Frau erforderlich, außerdem sind die Eindringtiefe und der Eindringwinkel von Bedeutung.
Orgasmen variieren in ihrer Intensität, und Frauen unterscheiden sich einerseits in der Häufigkeit, mit der sie Orgasmen haben können, und andererseits in der Intensität der Stimulation, die nötig ist, um einen Orgasmus auszulösen. Orgasmen, die durch klitorale Stimulation ausgelöst werden, sind leichter zu erreichen, da die Glans clitoridis mehr als 8000 sensorische Nervenenden gebündelt auf einer kleinen Fläche besitzt – weit mehr als jeder andere Teil des menschlichen Körpers.

##### Studien
Einer 2004 veröffentlichten Studie des Berliner Universitätskrankenhauses Charité zufolge, in der 575 Frauen im Alter zwischen 17 und 71 via Fragebogen befragt wurden, unterschied nur ein Bruchteil der Befragten einen „vaginalen Orgasmus“ von einem „klitoralen“. Die Betreffenden beschrieben den Unterschied lediglich in der Art der Stimulation, stellten aber bezüglich des Erlebens keinen oder nur einen sehr geringen Unterschied fest: Den vereinzelten Angaben zufolge sei der „klitorale Orgasmus“ minimal intensiver.
Im Jahr 2005 wurde im New Scientist eine Zwillingsstudie mit insgesamt 4037 Teilnehmerinnen vorgestellt. Die Frauen im Alter von 19 bis 83 Jahren wurden u. a. befragt, ob und wie häufig sie beim Masturbieren oder beim Geschlechtsverkehr einen Orgasmus erlebten. Beim Masturbieren erreichten der Studie zufolge 34 Prozent der befragten Frauen immer einen Orgasmus, 14 Prozent nie. Hingegen gaben nur 14 Prozent der Befragten an, beim Geschlechtsverkehr immer zum Höhepunkt zu gelangen, 16 Prozent nie. 32 Prozent erlebten beim Koitus nicht häufiger als jedes vierte Mal einen Orgasmus. Neben dem Können der Frau bei der Selbststimulation und den Fähigkeiten des Partners beim Vorspiel (Petting, Cunnilingus) sowie der Fähigkeit des Partners, während des Koitus auf die Bedürfnisse der Frau einzugehen, spielen dieser Zwillingsstudie zufolge auch erbliche Faktoren eine Rolle. Es wurden Parallelen in den Angaben von ein- und zweieiigen Zwillingspaaren festgestellt, die eine Korrelation zwischen dem sexuellen Erleben einschließlich der Orgasmusfähigkeit und dem Grad der verwandtschaftlichen Nähe zeigten. Nach Meinung der Forscher um Tim Spector (St. Thomas’ Hospital, London) ist das ein deutlicher Hinweis darauf, dass die Erbanlagen einen erheblichen Einfluss auf die Orgasmusfähigkeit von Frauen haben.
Für eine umfangreiche 2018 publizierte Studie zu verschiedenen Varianten und Häufigkeit des Sexualverhaltens (durchgeführt von der Chapman University, Indiana University und dem Kinsey Institut) wurden 52.588 hetero-, homo- und bisexuelle Männer und Frauen befragt, demnach hatten:
- 85 % der lesbischen Frauen beim Sex einen Orgasmus,
- 66 % der bisexuellen Frauen,
- 65 % der heterosexuellen Frauen.

Problematisch erscheint nach wie vor die statistische Erfassung, wie viele Frauen selten oder noch nie einen Orgasmus hatten.

## Bewusste Steuerung des Orgasmus

### Hinauszögern und Vermeiden des Orgasmus
Wird der Zeitpunkt des Orgasmus als subjektiv verfrüht erlebt und kann nicht willentlich gesteuert werden, spricht man von einem vorzeitigen Orgasmus. Die meisten Männer lernen mit zunehmender Erfahrung, wie sie ihren Orgasmus und die Ejakulation durch Selbstbeherrschung und -disziplin besser kontrollieren können. Hierbei entwickeln sie vor allem die Fähigkeit, den Orgasmus willentlich hinauszuzögern, was häufig den sexuellen Genuss erhöht und zu einem intensiveren Höhepunkt führt. Ebenso kann die Partnerin oder der Partner durch einen Intensitätswechsel der Stimulationen den Zeitpunkt des männlichen Orgasmus mit steuern. Eine Verfeinerung des Liebesspiels stellt das bewusste Hinauszögern des Orgasmus durch wiederholtes Unterbrechen der Stimulation bei fortgeschrittener Erregung dar.
Die bewusste Verweigerung des Orgasmus stellt eine beliebte Spielart im BDSM dar. Hierbei wird einem der Partner bewusst die sexuelle Befriedigung verwehrt. Wenn die sexuelle Erregung durch Stimulation gesteigert wird, um dann kurz vor dem Orgasmus abzubrechen, spricht man von Tease and Denial.

### Steigerung der Erlebnistiefe

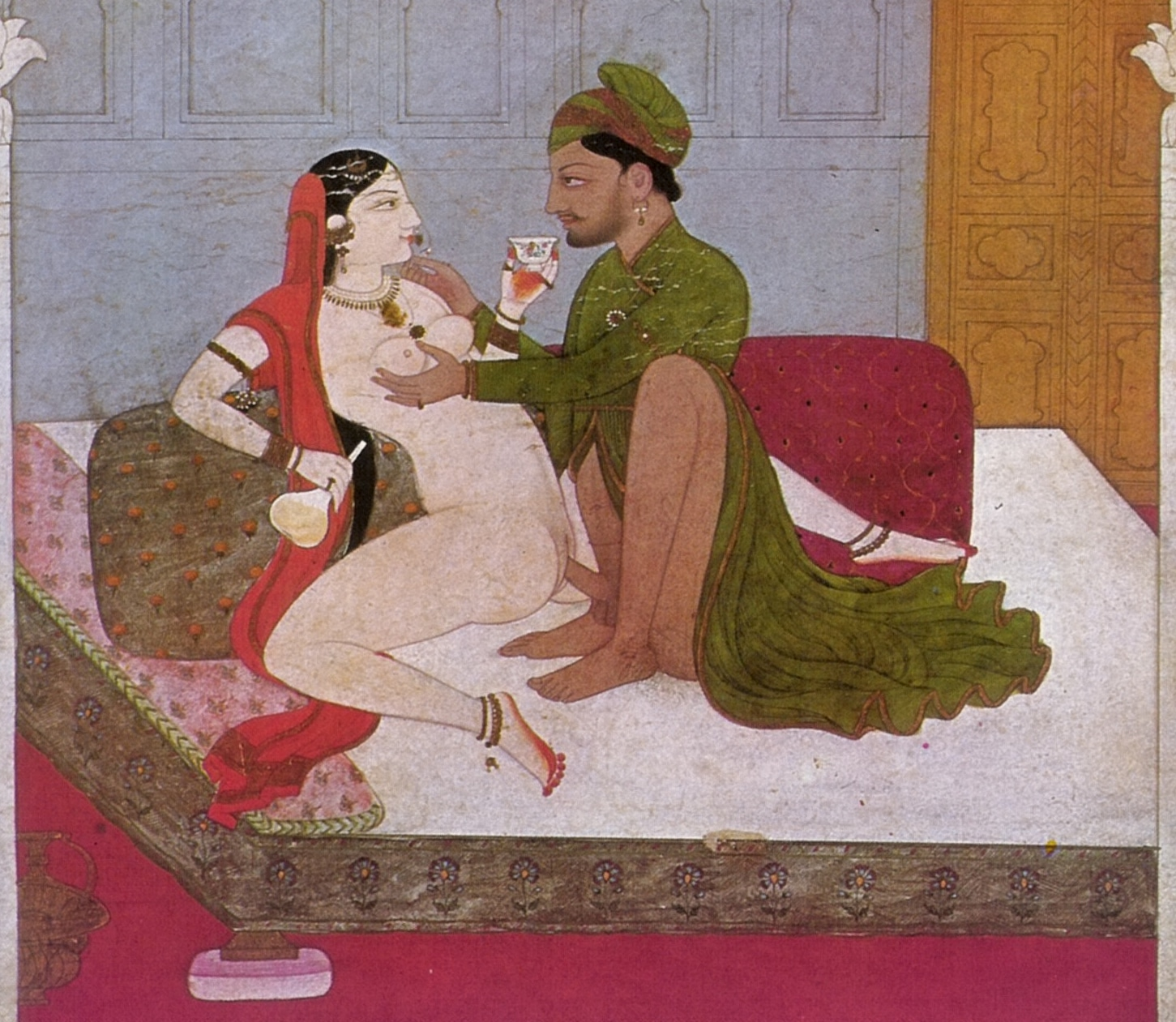
Indische Darstellung einer Sexualposition zur Steigerung der sexuellen Lust (1790, aus der Kangra-Region)

Wie häufig und durch welche Stimulationen ein Mensch Orgasmen erleben kann, sagt wenig über seine sexuelle Genussfähigkeit aus. Sie hängt vielmehr von der Tiefe seiner Sinnlichkeit, seiner Fähigkeit zur Überwindung der Selbstkontrolle und seinem Selbstwertgefühl ab. Die Bezeichnung Liebesspiel kommt von Spiel als Tätigkeit zum Selbstzweck aus purem Genuss. Diese Einstellung ermöglicht oft eine größere sexuelle Erfüllung als die Fixierung auf das baldige Erreichen eines Orgasmus.

## Körperliche Einschränkungen

### Orgasmusstörungen – Anorgasmie und Hyporgasmie
Als Anorgasmie, manchmal auch als „Orgasmushemmung“, wird eine Orgasmusstörung bei Frauen wie Männern bezeichnet, die durch ein oftmaliges oder andauerndes Fehlen eines sexuellen Höhepunktes bei ungestörter Erregungsphase definiert ist.
Bei der Hyporgasmie ist der Orgasmus soweit verzögert, dass es als störend empfunden wird. Eine Hyporgasmie kann das Erreichen eines Orgasmus so schwierig machen, dass sie einer Anorgasmie gleichkommt.
Hyp- bzw. Anorgasmie tritt laut empirischen Studien bei Frauen häufiger als bei Männern auf: Nur etwa ein Drittel der befragten sexuell aktiven Frauen berichtet von regelmäßigen Orgasmen. Fünf bis zehn Prozent geben an, noch niemals einen Orgasmus gehabt zu haben.
Bei Männern muss eine Anorgasmie oder Hyporgasmie von einer Ejakulationsstörung bzw. einer erektilen Dysfunktion abgegrenzt werden, da der Orgasmus nicht immer abhängig ist von einer Erektion oder der Ejakulation.

#### Nebenwirkungen von Arzneimitteln
Hyp- und Anorgasmie treten auch regelmäßig durch die Einnahme von modernen Antidepressiva der Typen SSRI, NRI, SNRI etc. auf. Einzige Ausnahme bildet bisher das Antidepressivum Bupropion. Dieser Nebenwirkung wird von Ärzten meist zu wenig Aufmerksamkeit während der Behandlung bzw. der Befragung des Patienten gewidmet. Dabei tritt zum schamhaften Verschweigen der Patienten die „‚souveräne Vernachlässigung‘“ des Themas durch den Arzt hinzu. Obwohl die entsprechenden Antidepressiva in Einzelfällen sogar hilfreich sind, um Männern zu helfen, die unter zu frühzeitigen Orgasmen leiden, sind Hyp- und Anorgasmie in der Regel sehr belastende Nebenwirkungen. Insbesondere Patienten innerhalb von Beziehungen können durch Störungen des Sexuallebens eine beträchtliche Verschlechterung ihres depressiven Zustandes und ihrer allgemeinen Lebenssituation erfahren. Sowohl Ärzte als auch die Literatur gehen jedoch häufig noch von der falschen Annahme aus, gerade bei Depressionen sei das Sexualleben der Patienten ohnehin nicht mehr in nennenswertem Umfange erhalten.

#### Körperliche Ursachen
Studien zeigen, dass eine Orgasmuslosigkeit bei Männern und Frauen oftmals sehr ähnliche Ursachen hat. Sie reichen etwa von psychischen Faktoren (vgl. Sexualangst) über kleine Veränderungen an der Klitoris oder am Penis, krankheits-, unfall- oder operationsbedingte Schädigungen der Nerven oder der Kapillargefäße (Risikofaktoren können hier bestimmte Erkrankungen, etwa Diabetes oder Multiple Sklerose, sein) bis hin zu Durchblutungsstörungen, etwa bedingt durch eine arterielle Hypertonie (Bluthochdruck), Arteriosklerose oder Rauchen.
Während es bei der ärztlichen Behandlung von Männern mit Orgasmusproblemen üblich ist, sowohl psychische als auch physische Faktoren zu berücksichtigen, richtet sich die Ursachenforschung und Behandlung von Frauen, die unter ähnlichen Schwierigkeiten leiden, nach wie vor vorwiegend auf den psychischen Bereich. Selbst in den zahlreichen Fällen, in denen durch diese Handhabe keine Besserung eintritt, wird häufig nicht umfassender nachgeforscht, die Betroffenen finden keine adäquate Hilfe. In Wirklichkeit ist die Fachwelt häufig ratlos, da die Anatomie und die Funktionen der weiblichen Geschlechtsorgane noch immer nicht hinreichend erforscht sind. Das zeigt sich etwa darin, dass bei Operationen häufig unnötig Nerven oder Blutgefäße verletzt werden, die, wie sich oft zu spät zeigt, für das weibliche Lusterleben von Bedeutung sind. Erst im Jahr 1998 sorgte eine neue Entdeckung der urologischen Chirurgin Helen O’Conell in der Fachwelt für Furore: Die Klitoris liegt zum größten Teil unter Gewebe verborgen und ist mehr als doppelt so groß wie bisher angenommen wurde, vgl. Kapitel Stand der Forschung. Aufgrund der Forschungs- und Behandlungsdefizite wurde – ebenfalls gegen Ende der 1990er Jahre – die International Society for the Study of Women’s Sexual Health gegründet, eine Organisation, die sich eingehend der Erforschung der körperlichen Ursachen der sexuellen Dysfunktion bei Frauen widmet.
Behandelbare Ursachen die Klitoriseichel betreffend:
- eine Klitorisadhäsion, die das Gleiten der Eichel in der Vorhaut verhindert;
- eine Klitorisphimose, die ebenfalls das Gleiten in der Vorhaut und direkte Berührung verhindert;
- eine stark ausgeprägte Klitorisvorhaut, die die direkte Berührung der Klitoriseichel beeinträchtigt.

Als Folge kann es für die Frau schwerer bis unmöglich sein, beim Geschlechtsverkehr zum Orgasmus zu kommen.

### Querschnittlähmung

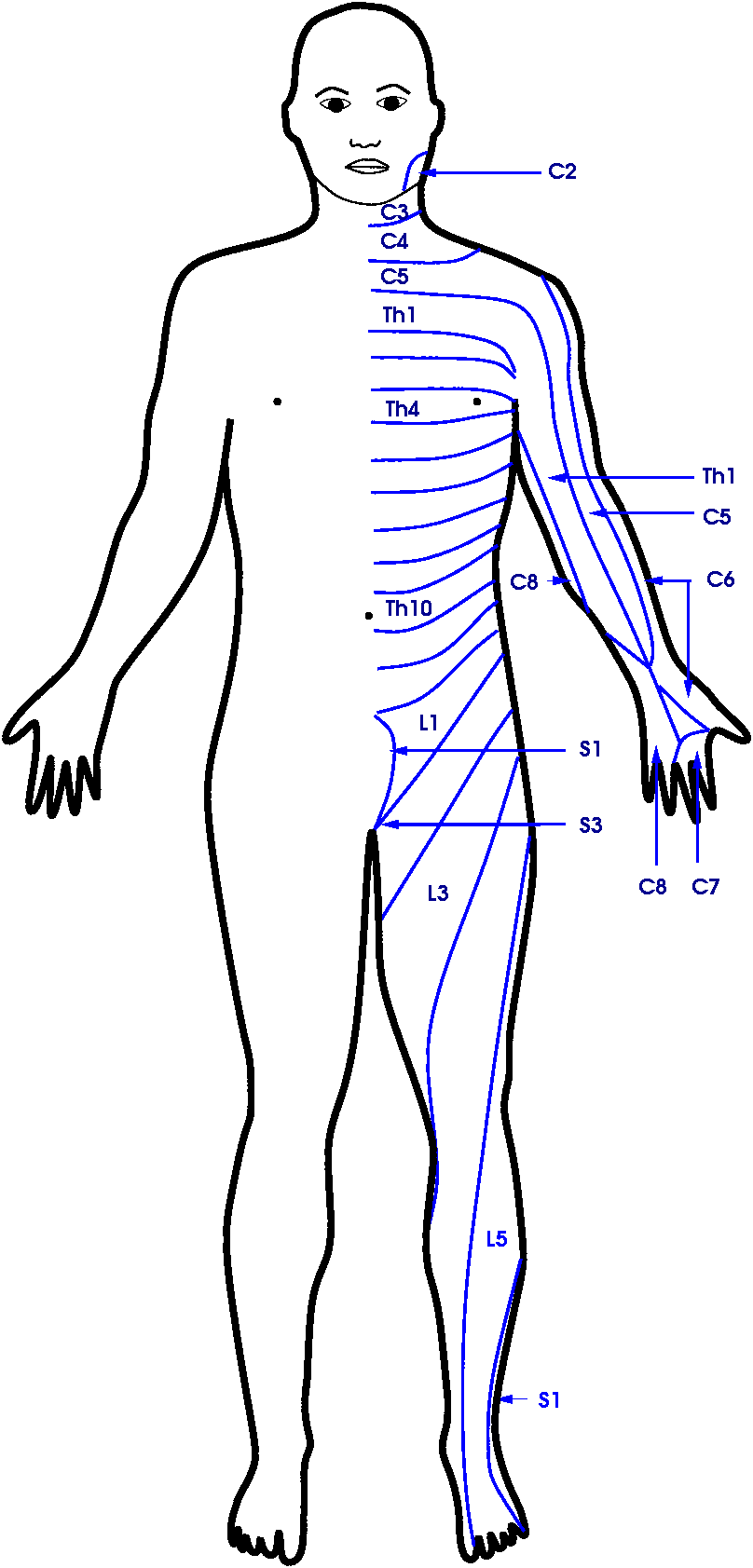
Je nach Grad der Lähmung betroffene Hautareale

Menschen mit Querschnittlähmung haben in der Regel ab dem geschädigten Rückenmarksabschnitt wenig oder keine körperlichen Empfindungen. Es sind aber Personen bekannt, die die Fähigkeit besitzen, einen Orgasmus zu erleben, obwohl alle vier Extremitäten gelähmt sind (Tetraplegiker). Gleiches gilt für andere Paraplegiker (Querschnittgelähmte) mit einer Rückenmarkschädigung oberhalb des sechsten Brustwirbels (TH 6). Betreffende Männer können überdies die Fähigkeit zu einer normalen Erektion und auch Ejakulation haben. Bei einer inkompletten Querschnittlähmung ist es möglich, dass die körperliche Empfindung unbeeinträchtigt ist.

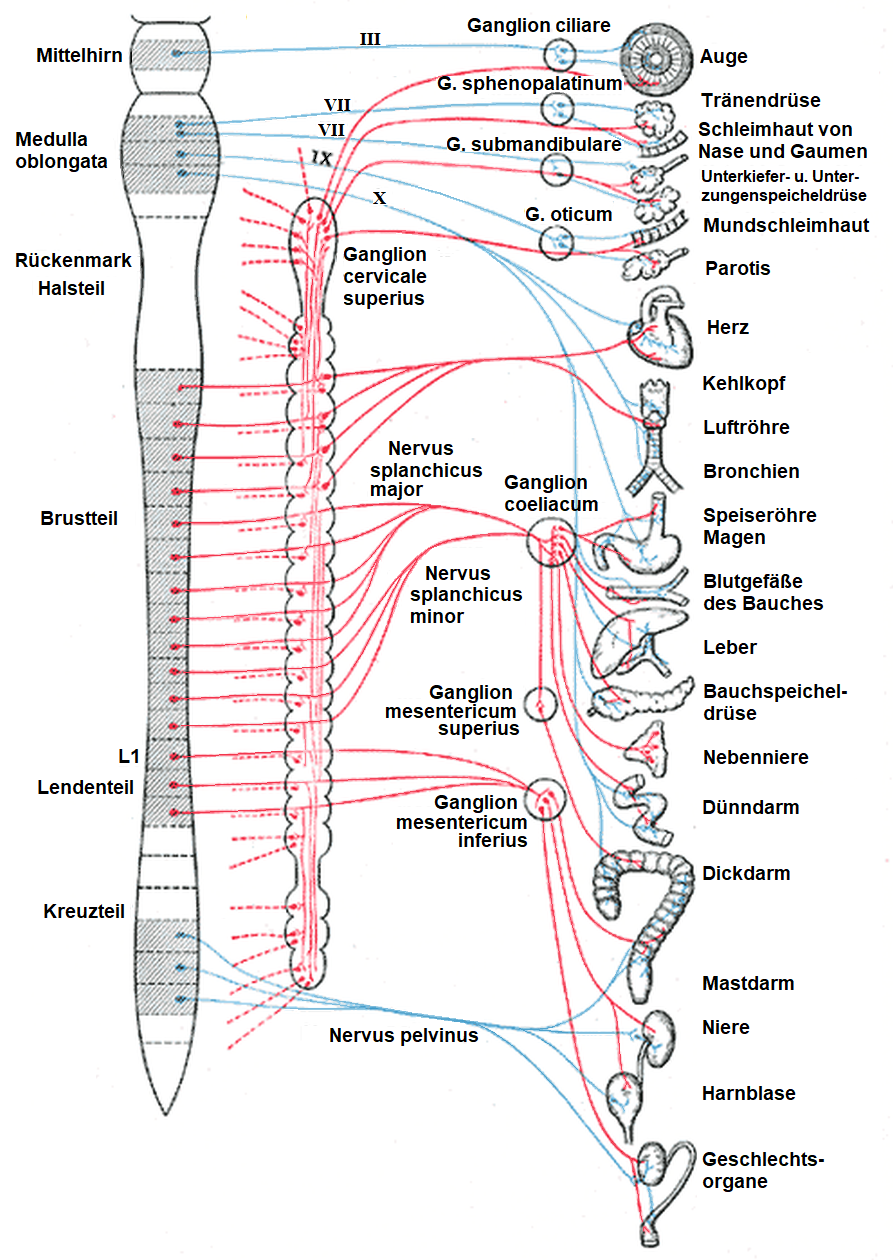
Nervenverbindungen vom Rückenmark und dem vegetativen Nervensystem zu einzelnen Organen

Manche Gelähmte benutzen ein Reizgerät, den so genannten Finetech-Brindley-Vorderwurzelstimulator. Dieses Gerät besteht aus zwei Teilen, ein Kontakt wird unter die Haut implantiert und mittels im Körper verlegter Elektroden mit dem abgeschnittenen Teil des Rückenmarks verbunden, der für die Kontrolle der Unterleibsfunktionen zuständig ist. Das Hauptgerät kann individuell eingestellt werden und wird bei Bedarf von außen an den Kontakt gehalten. Die Stimulation äußert sich in einer starken Vibration des gesamten Unterleibes, die in der Regel Blase und Darm stimulieren soll, um die Entleerung zu fördern, aber auch als sexueller Stimulus genutzt wird, um Erektionen oder anderweitige sexuelle Reaktionen hervorzurufen. Der ausgelöste Orgasmus ist nicht mit gewöhnlichen genitalen Orgasmen zu vergleichen, ist aber laut Aussage der von Querschnittlähmung Betroffenen nicht weniger befriedigend.
In einer Studie, welche von R. Richter, dem leitenden Urologen am Zentrum für Rückenmarkverletzte in Halle, in einem Brief an die Arbeitsgemeinschaft Spina Bifida und Hydrocephalus e. V. (ASbH e. V.) veröffentlicht worden ist, wird von querschnittgelähmten Frauen berichtet, die trotz totaler primärer Gefühllosigkeit imstande waren, Penetration wahrzunehmen. Ob dies durch eine Reizweiterleitung durch die Stimulation der Gebärmutter oder auf anderem Wege geschieht, ist nicht geklärt.
Barry R. Komisaruk, Neurowissenschaftler an der Rutgers University in New Jersey, untersuchte Fälle, in denen Frauen ohne genitale Reize einen Orgasmus erleben können. Unter anderem bezog er sich auf querschnittgelähmte Frauen, die durch die Stimulation von Nacken, Schultern oder Rücken mittels eines Vibrators einen Orgasmus erleben konnten. Das Besondere an einem solchen Orgasmus sei die Aussparung des Rückenmarks, das ansonsten für die entsprechende Reizweiterleitung an das Gehirn sorge. Stattdessen laufe die Übermittlung hier über den Vagus. Aus den Forschungsergebnissen könnten sich nach seiner Ansicht neue Wege erschließen in der Behandlung von sexuellen Empfindungsstörungen sowie anderen Störungen in der viszeralen Körperempfindung bei Personen mit Rückenmarksverletzungen.

## Betrachtungswandel in der westlichen Welt

### Altertum
Bei den männlichen Griechen war die Erlangung eines Orgasmus oberstes Ziel aller sexueller Betätigungen. Dabei war es egal, ob dies mit einer Frau, einem Mann oder durch Masturbation geschah. Bei den Römern war es für eine brave Ehefrau unangemessen, beim Geschlechtsakt angenehme Gefühle, gar einen Orgasmus, zu bekommen. Hilfen durch den Mann wie durch Cunnilingus waren im Allgemeinen verpönt; Männer, die den Cunnilingus ausführten, galten gar als impotent. Dennoch sind bereits aus der griechischen und der römischen Geschichte wie aus den frühen Epochen vieler anderer Kulturen (etwa Ägyptens, Indiens, Chinas) spezielle meist phallusartig geformte Gegenstände bekannt, die Frauen zur Erlangung sexueller Befriedigung dienten, wobei der älteste Fund (bei Pakistan) bis ins 4. Jahrtausend vor Christus zurückreicht. Somit hat sich die teilweise festzustellende negative Einstellung zum weiblichen Orgasmus in keiner Epoche völlig durchgesetzt. In manchen Kulturen diente die Erreichung orgastischer Zustände bei Frauen sogar heiligen oder rituellen Zwecken, etwa beim Fest der Isis, einer angesehenen Göttin in der ägyptischen Mythologie.

### Mittelalter bis Neuzeit

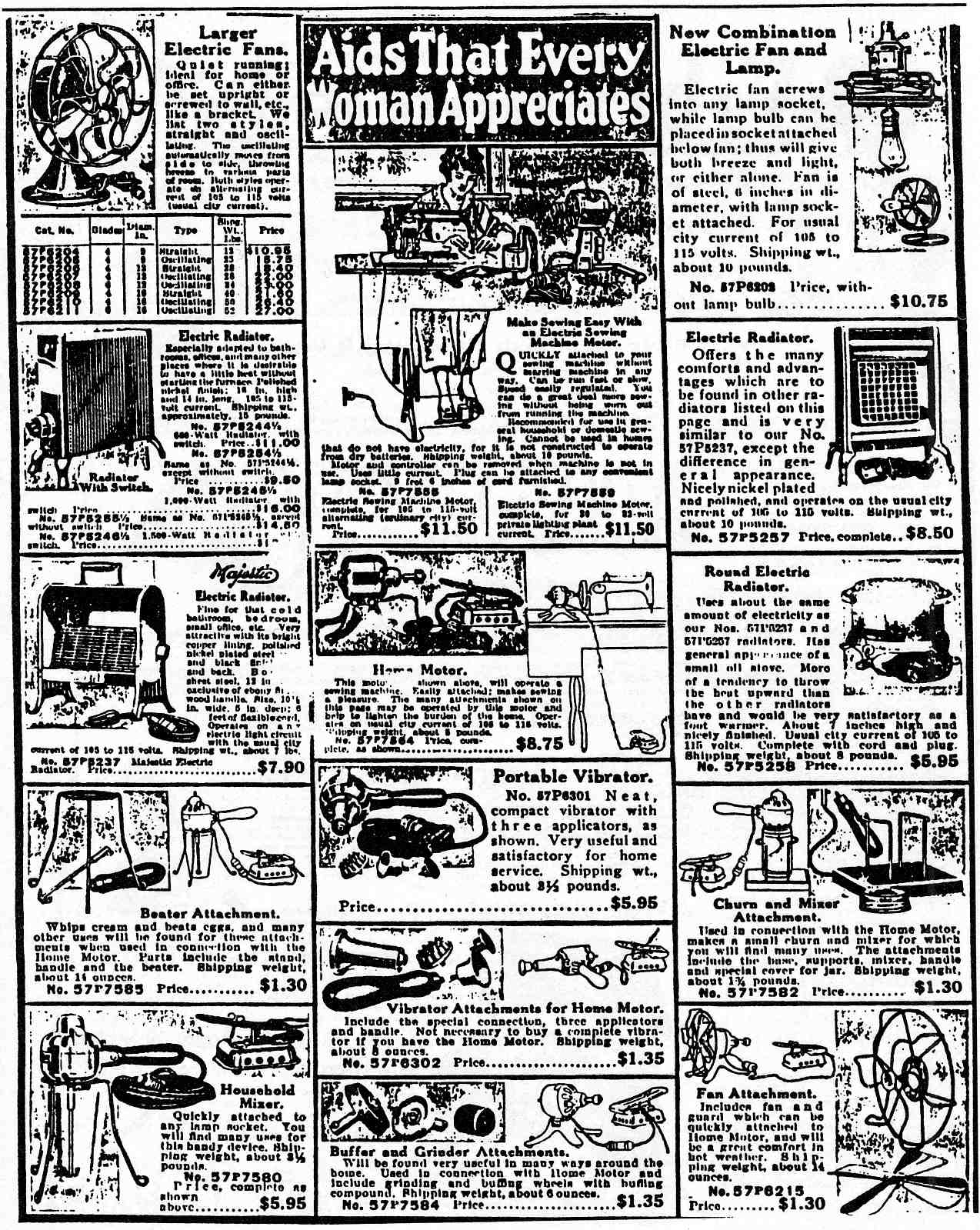
Spezielle Geräte für den Hausgebrauch (Sears, Roebuck and Company catalog, 1918)

Im Laufe der Geschichte tabuisierten oftmals religiös motivierte Moralvorstellungen die Sexualität und besonders den weiblichen Orgasmus. Allgemein wurde das Empfinden sexueller Lust von Kirche und Staat lange problematisiert, es wurde nicht als etwas „Natur“- oder „Gottgegebenes“ betrachtet, sondern galt als verwerflich und wurde mitunter als „Teufelswerk“ diffamiert. Noch heute sind prüde oder diskriminierende Ansichten über die menschliche Sexualität und ihre Ausdrucksformen partiell verbreitet.
Nachforschungen zeigen, dass ab dem 15. Jahrhundert die manuelle Auslösung des weiblichen Orgasmus, der damals als „hysterische Krise“ verkannt wurde (von griechisch hystera „Gebärmutter“), zum ärztlichen Behandlungsrepertoire gehörte und rege Anwendung bei den in Europa weit verbreiteten „hysterischen Leiden“ fand, zu denen etwa nervöse Kopfschmerzen und „allgemeine Unleidlichkeit“ gehörten (siehe auch Kapitel Rollenklischees). Im 19. Jahrhundert starb diese Behandlungsmethode nach und nach aus, weil spezielle Geräte für die häusliche Selbstbehandlung aufkamen: Vorläufermodelle der Vibratoren, die heute in zahlreichen Varianten als Sexspielzeug dienen.
Im Widerspruch dazu belegen andere Quellen, dass der weibliche Orgasmus in der medizinischen Fachliteratur des 19. Jahrhunderts häufige Erwähnung fand und damals irrtümlich als eine Voraussetzung zur Befruchtung galt.

### 20. Jahrhundert
Veränderte Moralansprüche, der schwindende Einfluss der Kirchen und bessere wissenschaftliche Untersuchungs- und Forschungsmethoden ermöglichten es, die Sexualität, ihre Ausdrucksformen und ihre Auswirkungen auf Körper, Geist und Seele enttabuisiert und rational analysieren und untersuchen zu können und somit zunehmend „Licht in das Dunkel des Orgasmus“ zu bringen:

#### Sigmund Freud
Seit Anfang des 20. Jahrhunderts wurden die Sexualität und damit der Orgasmus aufgrund der bahnbrechenden Arbeiten von Sigmund Freud zur Psychoanalyse als Gegenstände wissenschaftlicher Forschung anerkannt. Freud bezeichnete die sexuelle Triebenergie als „Libido“. Er lehrte, grob gesagt: Aus der Verdrängung der Libido resultieren die seelischen Krankheiten, aus der Sublimierung der Libido erwachsen die kulturellen Leistungen des Menschen. Der Orgasmus spielt in der Theorie der Psychoanalyse allerdings keine besondere Rolle (außer in der Theorie des unorthodoxen Psychoanalytikers Wilhelm Reich).

#### Wilhelm Reich
Seit Mitte der 1920er bis in die 1940er Jahre hinein beschäftigte sich insbesondere der Freud-Schüler Wilhelm Reich mit der Orgasmusfähigkeit. Er schrieb 1927 die erste Monographie zum Thema: Die Funktion des Orgasmus. Darin schlug er aufgrund therapeutischer Erfahrungen und empirischer Erhebungen vor, die „orgastische Potenz“ als entscheidendes Kriterium für psychische Gesundheit heranzuziehen. Neurotische Störungen beruhen ihm zufolge stets auf einer mehr oder minder ausgeprägten „orgastischen Impotenz“. Sei ein Mensch dauerhaft außerstande, einen „vollständigen Orgasmus“ zu erleben, bewirke dies eine Stauung der Libido, die vielerlei Störungen hervorrufe. In der Wiederherstellung der „orgastischen Potenz“ sah Reich daher das Therapieziel der psychoanalytischen Behandlung. Die orgastische Potenz zeigte sich bei dieser „psychosomatischen“ Therapie darin, dass der Patient fähig wurde, den „Orgasmusreflex“ zuzulassen. Zur Erreichung dieses Ziels entwickelte Reich die psychoanalytische Technik weiter: erst zur Widerstandsanalyse, dann zur Charakteranalyse, schließlich zu der den Körper einbeziehenden Vegetotherapie. Aus Reichs Vegetotherapie, die in den 1930er Jahren entstand, wurden seit den 1950er Jahren, oft durch Kombination mit von Reich entschieden abgelehnten Yogapraktiken, zahlreiche Varianten entwickelt. Ein Beispiel dafür ist das Neotantra, das Margot Anand, eine Schülerin des Bhagwan Shree Rajneesh (Osho), entwickelte. Ein direkter Schüler Reichs indes, der Arzt Alexander Lowen, modifizierte Reichs Vegetotherapie ohne Anleihen bei exotischen Lehren und nannte seine Methode Bioenergetische Analyse. Keine dieser sich mehr oder weniger auf Reichs Lehren berufenden Therapieschulen hat jedoch die Wiederherstellung der „orgastischen Potenz“ im Sinne Reichs als Therapieziel beibehalten.

#### Masters/Johnson-Report
In den 1960er Jahren untersuchten Masters und Johnson den menschlichen Orgasmus aus wissenschaftlicher Sicht und prägten den Begriff des sexuellen Reaktionszyklus. Zu Studienzwecken führten Versuchspersonen ihren Koitus und die Stimulation bis zum Orgasmus unter Laborbedingungen durch. Dadurch wurden allerdings primär die sexuellen Reaktionen von Menschen erfasst, die ein außergewöhnlich hohes sexuelles Interesse und eine besonders niedrige moralische Hemmschwelle hatten. Es entstand eine durchschnittliche Reaktionskurve, die nach heutigen Untersuchungsstandards eher für „sexuelle Hochleistungssportler“ als für die Durchschnittsbevölkerung repräsentativ war. Masters und Johnson gingen vom ständigen Vorhandensein eines sexuellen Triebes aus, der lediglich einer effektiven Stimulation bedürfe, um einen Orgasmus zu produzieren. Diese Ansicht wird heute nicht mehr geteilt. Spätere Sexualwissenschaftler warfen dem Forscherteam vor, die Sexualität auf das Erreichen des Orgasmus reduziert zu haben.

#### Hite-Report
Ende der 1970er und in den 1980er Jahren publizierte Shere Hite drei Hite-Reports, vielzitierte Bestseller, die Auswertungen von Umfragen über das Sexualverhalten von Frauen und Männern beinhalteten. Auch danach lieferte Shere Hite verschiedene Thesen zur menschlichen Sexualität und zum „Mysterium Orgasmus“.

## Gesellschaftliche und kulturelle Bedeutung
Der Orgasmus wurde und wird in vielen Gesellschaften mit Tabus belegt, gleichzeitig war er zu allen Zeiten Gegenstand der Auseinandersetzung und der Faszination. Die Bandbreite führt von metaphorischen Umschreibungen und künstlerischen Darstellungen über gesellschaftliche sowie spirituelle Auseinandersetzungen bis hin zu geschlechtsspezifischen Konsequenzen.
In neuerer Zeit finden sich in den entwickelten Industriestaaten in der sog. Ratgeberliteratur zahlreiche Methoden, die dazu geeignet sein sollen, die Erlebnistiefe und/oder die Orgasmushäufigkeit zu steigern.

### Kunst und Literatur
Der Gipfel der sexuellen Lust forderte quer durch alle Kulturen und Epochen die Fantasie der Menschen heraus.

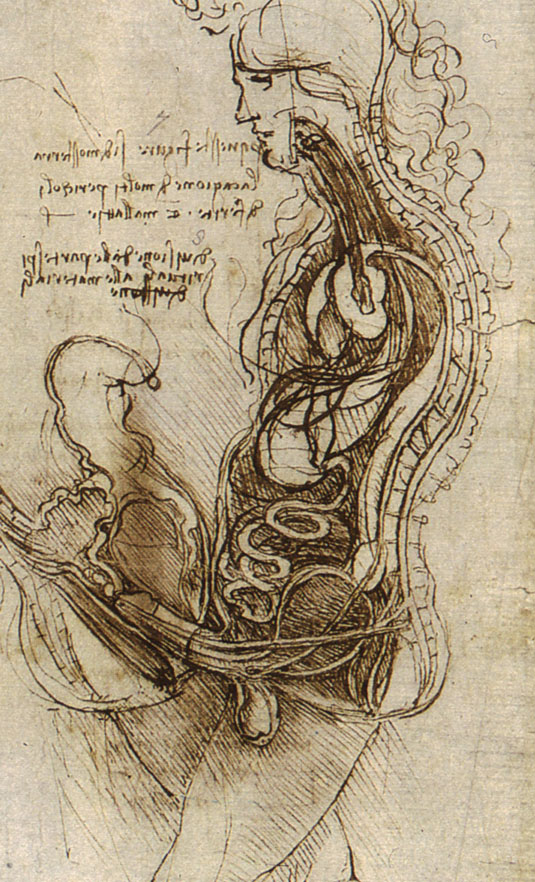
Studie von Leonardo da Vinci von 1492, erstellt aus der Perspektive des Forschers zur Erklärung der Vorgänge des männlichen Orgasmus und der Befruchtung

Darstellungen des sexuellen Höhepunktes finden in den unterschiedlichsten Ausdrucksformen statt. Manchmal wird er symbolisch verschleiert, dann wieder möglichst explizit dargestellt. Das Interesse der Künstler reicht vom Erfassen des biologischen Vorgangs über das innere Erleben, dessen Lüste oder Schmerzen bis hin zu voyeuristischen Darstellungen und technischen Anleitungen.

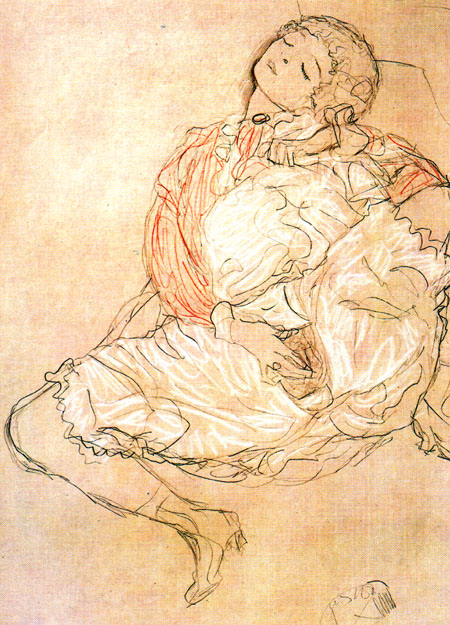
Klimt, „Frau bei der Selbstbefriedigung“, 1916

In der heutigen Zeit sind der Markt und diverse Medien überschwemmt mit pornografischen Darstellungen in Worten und weit mehr noch in Bildern, die den Leser oder Betrachter allerdings oft nur oberflächlich berühren. Seltener finden sich literarische oder bildnerische Darstellungen, deren Erlebnisqualität über ein nahezu immer gleiches Schema hinausgeht. Meist wird stattdessen versucht, durch die Darstellung immer neuer sexueller Superlative und Sensationen das Interesse zu gewinnen. Der Moment der Ekstase in seinem Zauber und seiner Einzigartigkeit wird nur selten thematisiert. Dabei könnten erotische Darstellungen und Beschreibungen und selbst Pornografie weitaus mehr Würze und Lebendigkeit enthalten wie auch Subtiles zum Wirken bringen.
Als eines der ersten Werke der westlichen Hochliteratur, in denen der weibliche Orgasmus detailliert beschrieben wird, gilt D. H. Lawrence’ Roman Lady Chatterley’s Lover (1928).

#### Auszüge aus Roman und Dichtung
Der römische Dichter Ovid behandelt in seiner Liebeskunst, entstanden um das Jahr 1 v. Chr., mehrfach den Orgasmus:
so z. B. der gemeinsame Orgasmus (Buch 2, 725–728):
Doch weder lass du deine Herrin, weil du mit mehr Schwung segelst,

zurück, noch soll jene deinem Lauf vorauseilen:

Eilt gleichzeitig zum Zielpunkt; Dann ist die Lust komplett,

wenn Frau und Mann zugleich überwältigt daliegen.
oder der vorgetäuschte Orgasmus der Frau (Buch 3, 797 f.):
Doch du, der die Natur das Gefühl für den Liebesgenuss verweigert hat,

täusche mit trügerischem Ton süße Freuden vor.
Aus dem Jahre 1855 von Felix Roubaud, zitiert nach Philippe Ariès und Georges Duby: Geschichte des privaten Lebens. Band 5, Frankfurt 1989, S. 310:

„Beim Orgasmus beschleunigt sich der Blutkreislauf […]. Die blutunterlaufenen Augen werden trüb […]. Die Atmung geht bei den einen keuchend und stoßweise, bei den anderen setzt sie aus […]. Die gestauten Nervenzentren übermitteln nur noch unklare Empfindungen und Willenimpulse […]. Die Gliedmaßen, von konvulsivischen Zuckungen und mitunter Krämpfen erfasst, bewegen sich nach allen Richtungen oder erschlaffen und werden hart wie Eisen; die aufeinander gepressten Kiefer lassen die Zähne knirschen, und manche Menschen erleben das erotische Delirium so stark, dass sie den Genossen ihrer Wollust vergessen und eine unvorsichtigerweise dargebotene Schulter bis aufs Blut beißen.“

In seinem Roman Buddenbrooks (entstanden 1897 bis 1900) beschreibt Thomas Mann die Erlebnisse des Jungen Hanno beim Klavierspielen. Die Beschreibung der Verzückung in all ihrem Facettenreichtum assoziiert das Orgasmuserleben eines raffinierten Liebhabers, Auszug (Schlusspassage der Szene):

„Und es kam, es war nicht mehr aufzuhalten, die Krämpfe der Sehnsucht hätten nicht mehr verlängert werden können, es kam, gleichwie wenn ein Vorhang zerrisse, Tore aufsprängen, Dornenhecken sich erschlössen, Flammenmauern in sich zusammensänken. … Die Lösung, die Auflösung, die Erfüllung, die vollkommene Befriedigung brach herein, und mit entzücktem Aufjauchzen entwirrte sich alles zu einem Wohlklang, der in süßem und sehnsüchtigem Ritardando sogleich in einen anderen hinüber sank … es war das Motiv, das erste Motiv, was erklang! Und was nun begann, war ein Fest, ein Triumph, eine zügellose Orgie eben dieser Figur, die in allen Klangschattierungen prahlte, sich durch alle Oktaven ergoss, aufweinend im Tremolando verzitterte, sang, jubelte, schluchzte, angetan mit allem brausenden, klingenden, perlenden, schäumenden Prunk der orchestralen Ausstattung sieghaft daherkam …
Es lag etwas Brutales und Stumpfsinniges und zugleich etwas asketisch Religiöses, etwas wie Glaube und Selbstaufgabe in dem fanatischen Kultus dieses Nichts, dieses Stücks Melodie, dieser kurzen, kindischen, harmonischen Erfindung von anderthalb Takten … etwas Lasterhaftes in der Maßlosigkeit und Unersättlichkeit, mit der sie genossen und ausgebeutet wurde, und etwas zynisch Verzweifeltes, etwas wie Wille zu Wonne und Untergang in der Gier, mit der die letzte Süßigkeit aus ihr gesogen wurde, bis zur Erschöpfung, bis zum Ekel und Überdruss, bis endlich, endlich in Ermattung nach allen Ausschweifungen ein langes, leises Arpeggio in Moll hineinrieselte, um einen Ton emporstieg, sich in Dur auflöste und mit einem wehmütigen Zögern erstarb.“

Die erotischen Gedichte der zeitgenössischen lateinamerikanischen Schriftstellerin Gioconda Belli kleiden sich in wollüstige üppige Bilder, die reichhaltige und treffsichere Assoziationen wecken. Klang und Schriftbild der Originalsprache (nicaraguanisches Spanisch) ist Teil der Wirkung ihrer Verse, aber auch in übersetzter Form lässt sich Vieles der Wirkung transportieren:
Auszug aus dem Gedicht Liebe in zwei Tempi:
Kastagnette Schelle Jubel

meines Rosenhimmels aus Frauenfleisch

mein Mann du einziger Talisman

Zauber meiner wüstenhaften Blätter

komm noch einmal ruf mich drück mich

an deinen Hafen der heiseren Wellen

Erfüll mich mit deiner weißen Zärtlichkeit

erstille meine Schreie

lass mich aufgelöst Frau sein.
Die Vergleiche Orgasmus und Tod wie auch Liebesakt und Kampf sind wiederkehrende Themen in Kunst und Literatur, in unserer Zeit sind diese Parallelen sogar Gegenstand neurologischer Forschungen. In ihrem Gedicht „Gestern Nacht“ bedient sich Gioconda Belli ebenfalls dieser Bilder:
Gestern Nacht erst

warst Du wie ein nackter Kämpfer

der über dunkle Felsen sprang.

Ich auf meinem Beobachtungsposten

in der Ebene

sah dich eine Waffe schwingen

und heftig in mich dringen.

ich öffnete die Augen

und noch immer warst du ein Schmied

der den Funkenamboss schlug

bis mein Geschlecht explodierte wie eine Granate

und wir beide starben im Mondsplitterhagel
(Gedichte zitiert aus Gioconda Belli: Zauber gegen die Kälte)

#### Weitere Ausdrucksformen
Das Erlebnis Orgasmus findet außer in der bildnerischen Kunst und der Literatur auch vielfältige Ausdrucksformen und Entsprechungen in der Musik und der darstellenden Kunst. Es können beim Publikum entsprechende Empfindungen und Assoziationen geweckt werden, etwa von erotischer Verzauberung, überschwänglicher Verführung oder ungezähmter Leidenschaft. Auch die Akteure selbst empfinden nicht selten Rauschzustände, die sich mitunter in sexueller Erregung bis hin zu orgasmusartigen Empfindungen äußern können.
Das Werk Boléro von Maurice Ravel weckt sehr deutliche Assoziationen zum sexuellen Höhepunkt. Das Aufwallen der Gefühle, das Mitgerissensein bis hin zum Ausbruch wird hier musikalisch erlebbar. Der Beginn leiser Erregung und ihre zunehmende Steigerung hat ihre Entsprechung in einer Steigerung der orchestralen Farbenpracht und Lautstärke. Eine Parodie auf diese Assoziation findet in Blake Edwards’ Filmkomödie Zehn – Die Traumfrau statt, in dem eine Frau den Geschlechtsverkehr genau auf Ravels Boléro abgestimmt hat und bei jeder Unterbrechung die Schallplattennadel wieder auf eine bestimmte Position zurücksetzen muss, was zu einem für beider Partner unbefriedigenden Ende des Abends (und der Affäre) führt. Dieser Film steigerte seinerzeit die Verkaufszahlen für Aufnahmen von Ravels Boléro erheblich.

### Gesellschaftliche und kulturelle Erwartungen

#### Vorgetäuschter Orgasmus
Eine Jahrhunderte währende Reglementierung und Unterdrückung der Sexualität hat sich seit der Zeit der sexuellen Aufklärung geradezu ins Gegenteil entwickelt. Der Orgasmus wird häufig als einziges Ziel des sexuellen Aktes betrachtet, das es unter allen Umständen zu erreichen gilt. Männer und Frauen fühlen sich daher häufig zum Orgasmus verpflichtet. Diese oft unbewusste und leistungsorientierte Haltung ist dem Erleben eines Orgasmus abträglich – es stört die natürliche Neugier, Kreativität und Freude, die das Wesen des Spiels ausmachen, das das Liebesspiel eigentlich ist. Psychischer Druck wirkt als Stressfaktor, durch den Adrenalin ausgeschüttet wird, das die Auslösung eines Orgasmus erschwert. Die Angst vor einem vermeintlichen „Versagen“ wird geschürt und genutzt durch die Vermarktung der Sexualität, etwa durch Ratgeber und Hilfsmittel, die sexuelle „Leistungsfähigkeit“ und Orgasmen der Superlative versprechen. Deshalb fühlen sich Frauen und Männer, die selten oder noch nie einen Orgasmus erlebten, oft sexuell minderwertig und haben Angst davor, dahingehend „entlarvt“ zu werden.
Als Reaktion auf diesen Leistungsdruck haben viele Menschen beim Geschlechtsakt schon einmal oder mehrfach einen Orgasmus simuliert, manche tun es regelmäßig. Die einen spielen ihrem Partner aus Angst, möglicherweise als unvollkommen gelten zu können, einen Orgasmus vor, andere wollen das Selbstbewusstsein des Partners stärken und wiederum ihn nicht als „Versager“ dastehen lassen. Manche fühlen sich durch die leistungsbetonten Bemühungen des Partners unter Druck gesetzt und wollen mit der Täuschung eine Entspannung der anstrengenden Interaktion herbeiführen. Die Gründe sind vielseitig und können bis zur Furcht vor dem Verlassenwerden durch den möglicherweise enttäuschten Partner reichen. Der vorgetäuschte Orgasmus, auch „vorgespielter Orgasmus“ oder „Orgasmuslüge“ genannt, gehört deshalb in den Bereich der Notlüge.
Auch so genannte Stricher und Callboys, die sich auf homosexuellen Kontakt spezialisiert haben, können ihren Kunden einen Orgasmus vortäuschen. Bei weiblichen Prostituierten und Pornodarstellerinnen gehört das mehr oder weniger theatralische Vortäuschen eines Orgasmus zum Standardrepertoire.
Nach einer Emnid-Umfrage im Auftrag der Frauenzeitschrift Marie Claire haben 20 Prozent der deutschen Frauen und 41 Prozent der deutschen Männer ihrem Partner noch nie einen Orgasmus vorgetäuscht. 54 Prozent der Interviewten fanden, dass Sex auch ohne Orgasmus befriedigend sein könne, jede zweite befragte Person meinte, dass der Orgasmus generell viel zu wichtig genommen werde. Für 28 Prozent der Frauen und 42 Prozent der Männer sei er das Schönste am Sex. In manchen Studien wird davon ausgegangen, dass unter Einberechnung der Dunkelziffer über 90 Prozent aller Frauen einmal oder mehrmals einen Orgasmus vorgetäuscht haben.
Die Gründe der männlichen Orgasmuslüge sind oft ähnlich den weiblichen, weichen aber manchmal etwas ab. So wollen manche Männer nicht zeigen, wenn plötzlich der Wunsch nach Entspannung größer wird als der sexuelle Trieb. Durch das Orgasmus-Vortäuschen wird hier der Druck einer vermeintlichen Rechtfertigung gegenüber der Partnerin verhindert. Häufiger als bei Frauen ist für Männer die Befürchtung der Motor, der Partnerin nicht ausreichend das Gefühl geben zu können, dass sie begehrenswert ist, wenn der eigene Orgasmus ausbleibt.
Frauen hingegen täuschen manchmal einen Orgasmus vor, wenn sie den Partner zur Ejakulation animieren wollen – entweder um einen als anstrengend empfundenen Geschlechtsakt auf subtile Weise zum Abschluss zu bringen oder aber um durch die kurzfristige Zunahme der Reizung auch selbst in den Genuss eines echten Orgasmus zu kommen. Ein gelegentliches Vorspielen des Höhepunkts kann für ein Paar also in manchen Fällen bereichernd sein. Simuliert die Frau den Höhepunkt hingegen regelmäßig und erlebt nie einen echten Orgasmus, kann das zu einem großen Problem werden: Die Frau bringt ihre Bedürfnisse nicht zum Ausdruck und befindet sich in einem Teufelskreis.
Für den Partner ist es sehr schwierig, einen unechten Orgasmus zu erkennen, trotz einiger Hinweise auf einen echten Orgasmus, welche für die Frau schwierig zu kopieren sind: Muskelkontraktionen im Vaginalbereich, harte Brustwarzen, sowie bei manchen Frauen eine rötliche Farbe im Gesicht während des Höhepunktes. Je besser sich ein Liebespaar kennt, desto schwieriger wird es für die Frau, einen vorgetäuschten Orgasmus unentdeckt zu lassen, sofern sie zwischendurch echte Orgasmen mit ihrem Partner erlebt hat und den Orgasmus nicht jedes Mal vorgetäuscht hat.
Die Tatsache, dass manche Männer kategorisch davon ausgehen, ihnen könne niemals eine Frau einen Orgasmus vortäuschen, wurde mitunter in Filmen thematisiert. In Rob Reiners Film Harry und Sally demonstriert Sally (Meg Ryan) in einem Restaurant ihrem Freund Harry (Billy Crystal) das glaubhafte Vorspielen eines Orgasmus.

#### Rollenklischees
Die Enttäuschung, beim Sex mit dem Partner keinen Orgasmus zu erreichen, scheint laut Umfragen bei Frauen geringer zu sein als bei Männern – das legt die Vermutung nahe, dass Frauen stärker als Männer zwischen Orgasmus und sexueller Befriedigung unterscheiden. Zahlreiche Umfragen und Untersuchungen bestätigen, dass viele Frauen die häufigsten und intensivsten Orgasmen bei der Masturbation erleben, aber trotzdem angeben, mit dem Sexualleben in ihrer Partnerschaft zufrieden zu sein. Hierbei stützen sich die zugrunde liegenden Untersuchungen vorrangig auf die Aussagen von Heterosexuellen.
Möglicherweise sind die Gründe für die als selbstverständlich hingenommene Orgasmuslosigkeit der Frau in der veralteten Rollenverteilung der Geschlechter und in tradierten sexuellen Vorstellungen zu finden, die sich u. a. im Ausdruck Eheliche Pflicht widerspiegeln, der lange gebräuchlich war und sogar als Begründung für die ungleiche juristische Bewertung ehelicher und außerehelicher Vergewaltigungen diente. Lange sollten Frauen keinen Spaß an der körperlichen Liebe haben, stattdessen wurde von ihnen Fügsamkeit erwartet, was unbewusst bis heute nachwirkt (vgl. Abschnitt weiter unten). Umfragen bei homosexuellen Frauen haben ergeben, dass sie häufiger Orgasmen erleben und dass der Orgasmus selbstverständlicher zum Liebesspiel gehört als bei Frauen mit männlichen Partnern. Diese Ergebnisse unterstützen die These der fortbestehenden unbewussten Rollenkonformität.
Seit Mitte des 20. Jahrhunderts wurde das Recht der Frau auf ihre eigene Sexualität von feministischen Bewegungen immer stärker vertreten und eingefordert. In den 1950er Jahren erfasste und erforschte der weltberühmte Zoologe und Sexualforscher Kinsey in seinem Buch Das geheime Leben der Frauen das Thema und machte es zum Gegenstand der öffentlichen Auseinandersetzung. Bis dahin war der weibliche Orgasmus ein Mythos, wenn nicht sogar ein Tabu. In den 1970er und 1980er Jahren machte die Sexualforscherin und Feministin Shere Hite mit den Hite-Reports Furore, in denen sie weibliche und männliche Stereotype im sexuellen Rollenverhalten entlarvte. Mit ihren Veröffentlichungen gelang es ihr insbesondere, ein größeres allgemeines Interesse für die Sexualität der Frau und den weiblichen Orgasmus zu wecken und somit einen Beitrag zu größerem gesellschaftlichen Respekt vor der Frau zu leisten.
In vielen Kulturen wurde – und wird zum Teil noch heute – der weibliche Körper aufgrund seiner besonderen Funktionen als unheimlich betrachtet bis hin zu der Ansicht, er sei von Grunde auf pathogen, schwach oder minderwertig (vgl. Artikel Wahnsinn – körperliche Ursachen und Artikel Hysterie). Diese Betrachtungsweisen wurden etwa in vergangenen Zeiten der heutigen westlichen Industrienationen vertreten (vgl. Kapitel Geschichtliche Entwicklung – Mittelalter bis Neuzeit). Sie hatten mitunter grausame Konsequenzen: Teilweise wurde „hysterischen“ Frauen die Gebärmutter entfernt; bei manchen angeblich von Hysterie oder Masturbation betroffenen Frauen wurde eine operative Verstümmelung der Genitalien vorgenommen (vgl. Beschneidung weiblicher Genitalien – Unterdrückung der weiblichen Sexualität). Diese Tatsache und besonders, dass die Genitalverstümmelung als „medizinische Praxis“ in einigen Fällen auch im deutschsprachigen Raum Anwendung fand, ist allgemein wenig bekannt und wenig publiziert. M. Hulverscheidt (siehe Literaturliste) wies für den Zeitraum von ca. 1815 bis 1915 etwa 100 Fälle in medizinischen Publikationen nach, die tatsächliche Anzahl Betroffener könnte höher liegen.
Fernab unserer Breiten sind uns die Konsequenzen geläufiger, zu denen manche Betrachtungsweisen der weiblichen Körperfunktionen – insbesondere des weiblichen Orgasmus – und die damit verbundene Bewertung der Frau führen können:
Besonders in einigen Ländern Afrikas wird die sexuelle Lust der Frau, da sie einen Teil zur weiblichen Autonomie beiträgt, als eine Bedrohung für die in den betreffenden Kulturen patriarchisch strukturierte Gemeinschaft angesehen. Um die Frau dieses zentralen Bereichs der Selbstbestimmung zu berauben, wurde und werden dort vielerorts bereits junge Mädchen etwaiger sexueller Intentionen beraubt, indem systematisch ihre Genitalien verstümmelt werden. Weltweit kämpfen Menschenrechtsorganisationen gegen dieses Verbrechen (vgl. Artikel Beschneidung weiblicher Genitalien).

## Orgasmen und orgasmusähnliche Erlebnisse außerhalb sexueller Handlungen
Hier sind die sowohl bei Männern wie Frauen gelegentlich auftretenden Orgasmen im Schlaf zu nennen, die vorwiegend während des Nachtschlafes auftreten können. Meist sind diese von sexuellen Träumen oder Empfindungen begleitet. Bei heranwachsenden männlichen Jugendlichen ab der Pubertät und erwachsenen Männern werden diese mit einer Ejakulation von Sperma verbundenen Ereignisse als Pollutionen bezeichnet. Auch weitere Situationen außerhalb sexueller Handlungen können einen Orgasmus auslösen. Laut Medienberichten aus den Jahren 2009 und 2010 sollen Fitnessübungen sowie Tanzbewegungen, die rhythmische Bewegungen der Rumpfmuskulatur beinhalten, bei Frauen zuweilen einen Orgasmus auslösen, ein Umstand, den Anbieter von Sportkursen und -geräten zu vermarkten wissen und der das Kunstwort „Coregasmus“ (engl. core = Kern, hier: Körperzentrum) prägte.
Ein Orgasmus kann zudem in geistigen oder körperlichen Extremsituationen auftreten, verursacht etwa durch exzessives Beten oder Hungern, extreme körperliche Betätigung (vgl. Leistungssport), intensivstes Musikerleben (vgl. Trance), körperlichen Schmerz (auch außerhalb sexuell betonter BDSM-Praktiken), eine massive Angst- oder Bedrohungssituation oder durch Gewalterlebnisse bei Opfern oder Tätern.
Der Orgasmus könnte hierbei die Funktion haben, eine Überreizung des Nervensystems abzubauen und einer weiteren Überreizung durch den kurzfristigen „Ausstieg“ aus der überfordernden Situation vorzubeugen. Neurologisch könnte das Phänomen durch die unmittelbare Nachbarschaft entsprechender Hirnareale begründbar sein (vgl. Hintergründe und anthropologische Theorien). In der Folge solcher zunächst paradox erscheinenden Erlebnisse kann es zu einer Erotisierung der auslösenden Ereignisse kommen, was jedoch nicht zwangsläufig als angenehm erlebt wird und mitunter die Folge einer Traumatisierung sein kann. Aus Richard von Krafft-Ebings Psychopathia sexualis von 1912:

„Wenn er des Nachts Pollutionen hat, so kommen sie fast stets in Verbindung mit ganz anderen Gedanken vor, als dies bei normalen Männern der Fall ist. Die betreffenden Träume des Patienten sind Rekapitulationen aus seiner Schulzeit. In dieser hatte nämlich Patient […] Samenerguss, wenn ihn eine grosse Aengstlichkeit überfiel. Wenn z. B. der Lehrer eine Extemporale diktierte und L. beim Uebersetzen nicht zu folgen vermochte, so trat öfter Ejakulation ein.“

Das Orgasmusgefühl ist eng verwandt mit anderen ekstatischen Zuständen, zu denen etwa verschiedenartige Rauschzustände sowie intensive Glückserlebnisse zählen, wie sie sich in dem euphorischen Gipfelerlebnis des Kick bei Sportlern äußern können. Aber auch Amokläufe oder Gewaltexzesse zeigen bisweilen vergleichbare Symptome.

## Parallelen zwischen Orgasmuserleben und Todesvorstellungen
Vorstellungen zu Tod oder Sterben und zum Orgasmus weisen Ähnlichkeiten auf. Nicht selten werden sie weltanschaulich oder künstlerisch miteinander in Zusammenhang gebracht. Die französische Umschreibung für den Orgasmus La petite mort, „der kleine Tod“, spiegelt die Assoziation Orgasmus und Tod sprachlich wider. Derartige Entsprechungen finden sich in philosophischen und religiösen Zusammenhängen, in der Malerei sowie in der Dichtkunst und in der Literatur, siehe auch Kapitel Auszüge aus Roman und Dichtung.
Nach Schriften des tibetischen Buddhismus durchläuft der Mensch im Orgasmus dieselben Bewusstseinsphasen wie während des Sterbens. Die im Tantra-Yoga gelehrten Konzentrationstechniken basieren auf der Vorstellung von „acht Phasen der Auflösung“, die während des Orgasmus in kurzer Abfolge durchlaufen werden. Dabei geht es im Wesentlichen um die Übung, sich von dem euphorischen Erleben nicht überwältigen zu lassen, sondern bewusst zu bleiben und so das Orgasmuserleben teilweise zu steuern. Nach tantrischer Auffassung wird dadurch die Wahrscheinlichkeit erhöht, während des Sterbeprozesses ebenso bewusst bleiben zu können und sich der Befreiung vom stofflichen Körper einverständig hinzugeben. Im „Hevajra-Tantra“ wird der Orgasmus als mahâsukha (etwa: höchste Glückseligkeit) bezeichnet und mit der Erleuchtung und dem Eingang ins Nirwana identifiziert. Parallel dazu ist im tibetischen Buddhismus von mahâsukha-kâya, dem „Körper höchster Glückseligkeit“, die Rede, der noch bedeutender sei als dharmakâya, der „Körper der wahren Wirklichkeit“. Manche tibetischen und indischen Tantralehren gehen so weit, den Orgasmus als Möglichkeit zu außerkörperlichen Erfahrungen anzusehen.